# Liste der Baudenkmale in Celle-Historische Altstadt Straßen Q - Z
In der Liste der Baudenkmale in Celle-Historische Altstadt Straßen L - P sind die Baudenkmale der historischen Altstadt der niedersächsischen Stadt Celle aufgeführt. Die Quelle ist der Denkmalatlas Niedersachsen.
Der Stand der Liste ist der 17. August 2025.

Celle Landkreis Celle

Weitere Denkmalobjekte in Celle sind:
- Liste der Baudenkmale in Celle-Historische Altstadt Straßen A - K
- Liste der Baudenkmale in Celle-Historische Altstadt Straßen L - P
- Liste der Baudenkmale in Celle-Historische Altstadt Straßen Q - Z
- Liste der Baudenkmale in Celle-Altstadt und Blumlage
- Liste der Baudenkmale in Celle-Straßen A - K
- Liste der Baudenkmale in Celle-Straßen L - Z
- Liste der Baudenkmale in Celle-Außenbereiche

## Allgemein
In den Spalten finden sich folgende Informationen des Bodendenkmales:
| Lage         | geographische Koordinaten                                                           |
| Bezeichnung  | Bezeichnung lt. Denkmalatlas                                                        |
| Beschreibung | Beschreibung lt. Denkmalatlas                                                       |
| ID           | Objekt-ID                                                                           |
| Bild         | Bild, ggf. zusätzlich mit Link zu weiteren Fotos im Medienarchiv Wikimedia Commons. |

| Lage                                                              | Bezeichnung                                         | Beschreibung | ID       | Bild           |
| ----------------------------------------------------------------- | --------------------------------------------------- | --- | -------- | -------------- |
| Rabengasse 1a 52° 37′ 29″ N, 10° 5′ 0″ O                          | Hinterhaus                                          | Traufständiger dreigeschossiger Fachwerkbau mit Backsteinausfachung, unter Satteldach in Ziegeldeckung. Errichtet um 1800 als Hinterhaus von Zöllnerstraße 9, gestaltet wie das Vorderhaus und der direkt daran anschließende Seitenflügel. | 37537831 |                |
| Rabengasse 1 52° 37′ 29″ N, 10° 5′ 0″ O                           | Wohnhaus                                            | Traufständiger zweigeschossiger Fachwerkbau mit Backsteinausfachung, unter ziegelgedecktem Satteldach. Fachwerk straßenseitig mit sieben Gefachen, OG vorkragend, an Hofseite deutlicher; gerundete Füllhölzer, geschwungene Knaggen, Schwelle einfach gefast. Errichtet im 17. Jh. | 34370265 |                |
| Rabengasse 2 52° 37′ 29″ N, 10° 5′ 0″ O                           | Wohnhaus                                            | Traufständiger zweigeschossiger Fachwerkbau mit Backsteinausfachung, unter ziegelgedecktem Satteldach. Mit zweiachsigem Zwerchhaus straßenseitig. Fachwerk straßenseitig vier Gefache, OG vorkragend, Traufbereich weit auskragend; Schwelle stark verformt mit Abtreppung, Fußbänder, gekehlte Knaggen. Errichtet im 17. Jh. | 34370290 |                |
| Rabengasse 6 52° 37′ 30″ N, 10° 5′ 0″ O                           | Keller                                              | | 35849966 | BW             |
| Rabengasse 8 52° 37′ 28″ N, 10° 5′ 1″ O                           | Wohnhaus                                            | Zur Rabengasse traufständiger, zur Zöllnerstraße giebelständiger zweigeschossiger Fachwerkbau mit Backsteinausfachung, unter ziegelgedecktem Satteldach. Schmuckfachwerk mit Konsolen mit Wülsten und Kehlen profiliert, Schwelle mit Holzkehle; OG und Giebel weit vorkragend. Im Inneren Treppenhaus mit gedrehten Balustern, Schippenbänder, Kehlbalkendach mit Lastenrad erhalten. Errichtet 1534 (i). Zur Zöllnerstraße später angebauter Erker mit Beschlagwerkornamentik als Flachschnitzerei mit eingeschnittenen Eckpfosten (Säulchen) und Ziersetzungen der Backsteine; errichtet wohl erstes Viertel 17. Jh. | 34370315 | Weitere Bilder |
| Rabengasse 8 52° 37′ 29″ N, 10° 5′ 0″ O                           | Seitenflügel                                        | Traufständiger zweigeschossiger Fachwerkbau mit Backsteinausfachung, unter ziegelgedecktem Satteldach. Fachwerk über zehn Gefache; Schwelle mit gerundeter Kehle (Schiffskehle), teilweise Fußhölzer, teilweise Fußbänder; gekehlte Knaggen im Traufbereich, teilweise schiefwinkelige Balkenköpfe, Knaggen mit Wulstprofil; OG leicht vorkragend. Errichtet im 18. Jh.; großer (älterer) Gewölbekeller erhalten. | 35850115 | BW             |
| Rabengasse 8 52° 37′ 29″ N, 10° 5′ 0″ O                           | Seitenflügel                                        | Traufständiger zweigeschossiger Fachwerkbau mit Backsteinausfachung, unter ziegelgedecktem Satteldach. Nach Brand um 1860 wieder aufgebaut; im Inneren großer (älterer) Gewölbekeller erhalten. | 35850134 | BW             |
| Robert-Meyer-Platz 1 52° 37′ 23″ N, 10° 4′ 57″ O                  | Wohnhaus                                            | Traufständiger dreigeschossiger, breit gelagerter Fachwerkbau mit Backsteinausfachung, unter ziegelgedecktem Satteldach. Im Kern wohl auf ein fünfachsiges „Freyhaus“ mit Dreiecksgiebel der Zeit um 1600 zurückgehend; Mitte des 18. Jh. im Osten um zwei Gebäudeachsen erweitert. Im Inneren großer Gewölbekeller und Reste der barocken Ausstattung erhalten. | 34365183 |                |
| Robert-Meyer-Platz 1 52° 37′ 22″ N, 10° 4′ 57″ O                  | Seitenflügel                                        | Dreigeschossiges Fachwerkgebäude mit Backsteinausfachung, unter ziegelgedecktem Satteldach. Errichtet als zweigeschossiger Bau um 1750, 1896 (a) gleichmäßig auf drei Geschosse erhöht, dabei ältere Lastgaube hoch gesetzt. | 36814305 | BW             |
| Robert-Meyer-Platz 1 52° 37′ 22″ N, 10° 4′ 57″ O                  | Hinterhaus                                          | Dreigeschossiges repräsentatives Fachwerkgebäude mit Backsteinausfachung, unter ziegelgedecktem Mansarddach. Errichtet als Hinterhaus und Rückgebäude um 1720 durch den Hofzimmermeister Johann Caspar Borchmann. | 36814322 | BW             |
| Robert-Meyer.Platz 3 52° 37′ 23″ N, 10° 4′ 55″ O                  | Wohnhaus                                            | Dreigeschossiger Bau in Ecklage, unter ziegelgedecktem Mansardgiebeldach, giebelständig zum Großen Plan, traufständig zur Poststraße. Im Kern ein zweigeschossiger älterer Fachwerkbau, der 1908 (i) umfassend umgebaut und um ein Geschoss erhöht wurde: Neugestaltung der Giebelfront zum Großen Plan als Putzfassade mit Eckrustika mit zweigeschossigem Fachwerkerker mit Fußwinkelhölzern mit Schnitzereien wie Musikinstrumente und Rosetten auf monumentalen, gemauerten Knaggen, die durch flache Rundbögen verbunden sind. In der Traufseite wurde die Fachwerkfassade des ersten OG übernommen, das zweite OG mit halbhohen Streben und Fußwinkelhölzern ergänzt. Im Inneren zeitgenössische Treppenanlage (1908) und Stuckarbeiten im Eingangsbereich erhalten.                                                            | 34369973 |                |
| Rundestraße 1A/1B 52° 37′ 25″ N, 10° 4′ 54″ O                     | Wohnhaus                                            | Traufständiger dreigeschossiger Backsteinbau, unter ziegelgedecktem Satteldach. Straßenfassade fünf Fensterachsen breit, die mittlere Achse größer ausgeführt und leicht zurückspringend; segmentbogige Fensteröffnungen. Fassadenschmuck durch Gesimse und mit gelben Backsteinen akzentuierten Fenstereinfassungen. Erbaut 1877 (a) durch den Kaufmann Thielebeule. | 34370365 |                |
| Rundestraße 1 52° 37′ 24″ N, 10° 4′ 54″ O                         | Wohnhaus                                            | Giebelständiger dreigeschossiger Fachwerkbau mit Backsteinausfachung, unter ziegelgedecktem Satteldach. Straßenseitig Fachwerk mit vier Vorkragungen, zehn Gefache breit, dabei die beiden östlichen Gefache nachträglich ergänzt; Fachwerk mit einseitigen Fußstreben, Vorkragungen über viertelrunden Füllhölzern. Errichtet 1704 (i) laut Inschrift in der Schwelle des ersten OG. Im Inneren Gewölbekeller erhalten. | 34370340 |                |
| Rundestraße 3 52° 37′ 24″ N, 10° 4′ 52″ O                         | Wohnhaus                                            | Breiter, traufständiger zweigeschossiger Fachwerkbau mit Backsteinausfachung, Fachwerk monochrom überstrichen; unter ziegelgedecktem Mansarddach. OG gering vorkragend, Gebälkzone mit profilierten Hölzern verkleidet; hölzernes Portal mit profiliertem Rundgiebel, kassetiertem Sturz und Karniesknaggen sowie Wappenkartusche. Im Osten gemauerter, runder Torbogen. Errichtet zwischen 1675 und 1704 durch Zusammenlegung zweier älterer Häuser. | 34370390 | Weitere Bilder |
| Rundestraße 3 52° 37′ 24″ N, 10° 4′ 52″ O                         | Seitenflügel                                        | Dreigeschossiger Fachwerkbau mit Backsteinausfachung. Fachwerk mit Fußstreben. Einzelne barocke Fenster erhalten. Errichtet vermutlich im Zusammenhang mit dem Vorderbau zu einem gemeinsamen Haus. | 36954943 | BW             |
| Rundestraße 4/5 52° 37′ 24″ N, 10° 4′ 51″ O                       | Wohnhaus                                            | Breiter zweigeschossiger Fachwerkbau mit Backsteinausfachung, bestehend aus giebelständigen (Nr. 4) und traufständigen Teil (Nr. 5), unter ziegelgedeckten Satteldächern. Ehemals zwei Parzellen, die im 17. Jh. zusammengelegt und unter Verwendung älterer Bauteile neu bebaut wurden. Giebelständiger Teil mit straßenseitig vier Vorkragungen, über viertelrunden Füllhölzern und Schwellen mit fünfstufigem Treppenfries; im Giebel eine Ladeluke. Beim traufständigen Teil kragt das OG leicht vor, Gebälkzone mit profilierten Hölzern verkleidet. | 34370420 |                |
| Rundestraße 6 52° 37′ 24″ N, 10° 4′ 50″ O                         | Wohn-/ Geschäftshaus                                | Zweigeschossiger breiter Fachwerkbau mit Backsteinausfachung, aus einem giebelständigen und einem zurückgesetzten traufständigen Teil bestehend, unter ziegelgedeckten Satteldächern. Giebelständiger Teil straßenseitig mit zwei Vorkragungen, die untere Schwelle mit sechsstufigem Treppenfries, dabei die zweite Stufe abgerundet, im OG Fußstreben; die obere Vorkragung über Knaggen. Errichtet 1646 (i) laut Inschrift an der Haustür. Traufständiger Teil im Fachwerk mit Fußwinkelhölzern, Schwelle mit doppeltem Wellenband, das vor einem Stab liegt, Knaggen mit Taustab. Im Inneren Gewölbekeller mit Felssteinboden (Findlingen) und zeitgenössische Ausstattung erhalten. | 34370470 | Weitere Bilder |
| Rundestraße 7 52° 37′ 25″ N, 10° 4′ 49″ O                         | Postgebäude                                         | Breitgelagerter zweigeschossiger Putzbau, unter Walmdach. Hoher Putzsockel, Rechteckfenster mit Putzrahmung. Erbaut 1933/34 (i), Erweiterung des Hauptpostgebäudes. | 34370496 |                |
| Rundestraße 8 52° 37′ 25″ N, 10° 4′ 50″ O                         | Hotel                                               | Traufständiger zweigeschossiger Putzbau, unter ziegelgedecktem Satteldach. Mit barockisierendem Zwerchhaus straßenseitig. Fenster im OG mit profiliertem Putzrahmen, Sohlbankgesims und Knaggen unter der Traufkante. Errichtet als Hotel 1838 (a), Ursprungsbau des „Celler Hofs“. Im Inneren Gewölbekeller erhalten. | 34370521 |                |
| Rundestraße 9 52° 37′ 25″ N, 10° 4′ 51″ O                         | Wohnhaus                                            | Traufständiger dreigeschossiger Fachwerkbau mit Backsteinausfachung, unter Satteldach in Ziegeldeckung. Fachwerk straßenseitig vier Gefache breit, zwei Vorkragungen über kräftigen Balkenköpfen, Schwelle abgefast, Fase mit Strichmustern verziert; in den OGs Andreaskreuze. Errichtet um 1580. | 34370546 |                |
| Rundestraße 10 52° 37′ 25″ N, 10° 4′ 51″ O                        | Wohnhaus                                            | Traufständiger dreigeschossiger Fachwerkbau mit Backsteinausfachung, unter ziegelgedecktem Satteldach. Breit gelagerter Bau mit elf Gefachen, zwei Vorkragungen, dabei im EG kräftige Vorkragung auf Knaggen. Fußstreben und halbhohe Streben, Schwellenunterkante mit Perlstab, Fachwerk auf Rückseite mit kräftigen Hölzern. Errichtet laut Inschrift 1696. Bereits um 1562 stand hier der Wohnsitz der Familie Runde, nach der die Straße ihren Namen erhielt. | 34370572 |                |
| Rundestraße 11 52° 37′ 25″ N, 10° 4′ 52″ O                        | Wohnhaus                                            | Traufständiger zweigeschossiger Fachwerkbau mit Backsteinausfachung, unter ziegelgedecktem Satteldach. Straßenseitig symmetrische Fassadengliederung, in den beiden äußeren Achsen jeweils ein Erker, der sich als Zwerchhaus ins DG fortsetzt; Fachwerk mit halbhohen Streben und Doppelständern, Obergeschosse vorkragend, Gebälkzone verkleidet. Rückseitig ebenfalls mit Vorkragungen, Schwelle abgefast, viertelrunde Füllhölzer. Errichtet um 1750. In Inneren Gewölbekeller erhalten. | 34370597 |                |
| Rundestraße 12 52° 37′ 25″ N, 10° 4′ 53″ O                        | Wohnhaus                                            | Traufständiger dreigeschossiger Fachwerkbau mit Backsteinausfachung, unter ziegelgedecktem Satteldach. Bestehend aus zwei Gebäudeteilen: Westlicher Teil errichtet um 1575 mit zweigeschossigem Erker, Fachwerk mit Fächerrosetten an den Eckständern, Schwellen durchgängig verziert (Astwelle und stilisierte Blüten), Fußwinkelhölzer, Knaggen mit Tauband und Kehlungen, viertelrunde Füllhölzer, Tauprofile auf den Ständern. Im Dach Aufzugsluke. Hoffassade mit Vorkragungen. Im Inneren barocke Treppenanlage erhalten. Östlicher Teil von 1585 (i). Fachwerk straßenseitig sechs Gefache breit, mit Fußwinkelhölzern, Knaggen mit Karniesprofil. Schwelle mit Inschrift. Durchfahrt zu Stechbahn 4. | 34370622 |                |
| Rundestraße 13 52° 37′ 25″ N, 10° 4′ 53″ O                        | Seitenflügel                                        | Dreigeschossiger Backsteinbau, erbaut 1904 (a) im Zuge des Umbaus des Vorderhauses, dabei Verlegung des Treppenhauses hierher. Mit segmentbogigen Fensteröffnungen. | 36957462 | BW             |
| Rundestraße 13 52° 37′ 25″ N, 10° 4′ 54″ O                        | Wohnhaus                                            | Traufständiger dreigeschossiger Fachwerkbau, unter ziegelgedecktem Satteldach. Mit breitem Zwerchhaus straßenseitig und insgesamt vier Vorkragungen. Errichtet um 1750, Südfassade seit 1904 verputzt, in Nordfassade Fachwerk in den beiden oberen Etagen sichtbar erhalten: hier kräftige Hölzer, in den Außengefachen Streben. | 34370652 |                |
| Rundestraße 14 52° 37′ 25″ N, 10° 4′ 54″ O                        | Wohnhaus                                            | Traufständiger viergeschossiger Fachwerkbau mit Backsteinausfachung unter ziegelgedecktem Satteldach. Straßenseitig gleichmäßiges Fachwerk, Gebälkzonen mit Bohlen verkleidet. Im Kern wohl aus dem 18. Jh., 1832 (a) umgebaut. In Inneren Gewölbekeller und eine Treppe des Historismus erhalten. | 34370677 |                |
| Schloßplatz 2 52° 37′ 30″ N, 10° 4′ 44″ O                         | Gerichtsgebäude                                     | Dreigeschossiger, breit gelagerter, verputzter Massivbau in Form einer Dreiflügelanlage, unter ziegelgedecktem Walmdach. Fassaden gegliedert durch Gesimse und Rundbogenfenster, Putz mit Quaderritzung. Erbaut 1840 – 42 nach Entwurf des Architekten Hector Wilhelm Heinrich Mithoff und des Landbauinspektors Heinrich Ludwig Krüger. Innenausstattung erhalten (unter anderem reich ausgestalteter Plenarsaal von 1843 mit Königsgemälden), ebenso Prunkfenster von 1911. | 34370702 | Weitere Bilder |
| Schloßplatz 2 52° 37′ 31″ N, 10° 4′ 44″ O                         | Gerichtsgebäude                                     | Dreigeschossiger Massivbau, unter Walmdach in Ziegeldeckung. Die Fassadengestaltung mit Rundbogenfenstern und ausgeprägten Gesimsen entspricht der Formensprache des Hauptgebäudes südlich hiervon. Erbaut 1857 – 59 von Landbaumeister Otto Christian Eichhorn. | 36380156 | BW             |
| Schloßplatz 2 52° 37′ 31″ N, 10° 4′ 45″ O                         | Gerichtsgebäude                                     | Dreigeschossiger Massivbau unter ziegelgedecktem Satteldach. Erbaut 1928/29 als Zwischenbau zwischen den Gerichtsgebäuden, Fassade dabei angepasst an das 1851 errichtete Gebäude im Osten: EG durch Gesims abgesetzt, Fenster der OG gerahmt. | 36944171 | BW             |
| Schloßplatz 2 52° 37′ 31″ N, 10° 4′ 46″ O                         | Gerichtsgebäude                                     | Dreigeschossiger Massivbau über winkelförmigem Grundriss, unter Walmdach in Ziegeldeckung. Öffnungen streng übereinander liegend: Mit rustiziertem Sockelgeschoss und Rundbogenfenstern im EG; im ersten OG mit dreifach gegliederten Fenstern und gestalteten Brüstungsfeldern; das zweite OG niedriger mit liegenden Rechteckfenstern. Erbaut 1851 als Erweiterung des Gerichtsgebäudes. | 36380200 | BW             |
| Schloßplatz 2; Kanzleistraße 1,2,3,4, 52° 37′ 31″ N, 10° 4′ 48″ O | Gerichtsgebäude                                     | Dreigeschossiger Massivbau unter ziegelgedecktem Satteldach. Erbaut 1928/29 als östlicher Flügelanbau des Gerichtsgebäudes, Fassade dabei angepasst an das 1851 errichtete Gebäude im Westen: EG durch Gesims abgesetzt, Fenster der OG gerahmt. | 36380230 |                |
| Schloßplatz 6 52° 37′ 29″ N, 10° 4′ 46″ O                         | Ehemaliges Kanzlerhaus                              | In Ecklage traufständiger zweigeschossiger verputzter Massivbau mit Eckquaderungen, geschoßteilendem Gesims und Architraven aus Sandstein unter Mansarddach in roter Hohlpfannendeckung. Westflügel teils in Fachwerk, etwas niedriger. Errichtet um 1680. Umbauphase mit Modernisierung durch Oberlandbaumeister Johann Caspar Borchmann, Celle. 1717. Verkauf an die Lüneburger Landschaft. 1730/31. Im Inneren Rittersaal mit neugotischer Ausstattung erhalten. | 34370731 | Weitere Bilder |
| Schloßplatz 6 52° 37′ 29″ N, 10° 4′ 46″ O                         | Brunnen                                             | Sandsteinbrunnen mit rechteckigem Trog aus Sandsteinplatten und viereckigen, kugelbekrönten Brunnenpfeiler mit Hahn. | 37124025 | BW             |
| Schloßplatz 6 52° 37′ 29″ N, 10° 4′ 47″ O                         | Stechinelli-Brunnen                                 | Achteckiger Sandsteinbrunnen mit verschiedenen Sandsteinreliefs. Geschaffen 1680 (i) im Hof des Palais Stechinelli (Hannoversche Straße 55/56), 1964 an den heutigen Standort versetzt. | 37124009 | BW             |
| Schloßplatz 6A 52° 37′ 28″ N, 10° 4′ 46″ O                        | Wohnhaus                                            | Giebelständiger zweigeschossiger Massivbau, unter ziegelgedecktem Satteldach. Erbaut als eingeschossiger Bau um 1870 in gleicher Gestaltung wie der östlich anschließende Seitenflügel; 1903 Aufstockung und repräsentative Neugestaltung des Giebels mit drei Fensterachsen und Putzquaderimitation an den Gebäudeecken und am Ortgang. | 36911413 |                |
| Schloßplatz 6 a 52° 37′ 28″ N, 10° 4′ 47″ O                       | Remise                                              | Langgestreckter Fachwerkbau, Südfassade in Backsteinmauerwerk ausgeführt. Mit Backsteinsockel, Lisenen, Backsteingliederungen. Errichtet um 1870. | 36911677 | BW             |
| Schloßplatz 7 52° 37′ 26″ N, 10° 4′ 47″ O                         | Ehemals Vaterländisches Museum, heute Bomann Museum | Bewegt gegliederter zweigeschossiger Massivbau in Ecklage Schlossplatz und Stechbahn unter bewegten Dächern mit unterschiedlicher Eindeckung. Hoher rustizierender Sockel, Putzfassade. Markant sind der Turm an der Nordwestecke (oberstes Geschoss 1928 abgetragen) und der turmähnliche quadratische Teil an der Süwestecke im Übergang vom Schlossplatz zur Stechbahn. Erbaut zwischen 1903 und 1907 als Vaterländisches Museum (1928 umbenannt in Bomann-Museum) durch den hannoverschen Architekten Alfred Sasse. Im Inneren Ehrenhalle mit Glasfenster von 1906 (i), gestaltet von Glasmaler Ferdinand Müller. | 34370761 | Weitere Bilder |
| Schloßplatz 7 52° 37′ 27″ N, 10° 4′ 48″ O                         | Seitenflügel                                        | Zur Stechbahn traufständiger zweigeschossiger Fachwerkbau; unter Satteldach in Ziegeldeckung, mit Dachhäuschen. Straßenfassade sieben Gefache breit, OG weit vorkragend über Knaggen mit Karniesprofil und viertelrunden Füllhölzern; Schwellenunterkante mit Zahnschnittverzierung. Im EG im Osten dreiachsige Utlucht ausgebildet. Über Natursteinsockel. Errichtet im 17. Jh. bis 1706 als Hofpredigerhaus, dann als Generalsuperintendentenwitwenhaus genutzt, seit 1912 Teil des Bomann-Museums. | 37124090 |                |
| Schloßplatz 7 52° 37′ 27″ N, 10° 4′ 48″ O                         | Scheune                                             | Fachwerkbau unter ziegelgedecktem Halbwalmdach. In das Bomann Museum integrierter älterer Scheunenbau (transloziert). | 36913317 | BW             |
| Schloßplatz 8 52° 37′ 25″ N, 10° 4′ 48″ O                         | Ehemaliges Postgebäude                              | Zweigeschossiger Backsteinbau unter Walmdach. Symmetrisch gestaltete Fassaden, an den Schauseiten mit Architekturgliedern in Haustein, in der Westfassade übergiebelter Mittelrisalit mit säulengerahmtem und mit Dreiecksgiebel bekröntem Haupteingang, auf den Schmalseiten jeweils ein dreiecksübergiebelter mittiger Eingang, darüber im Dach ein Zwerchhaus. Erbaut 1887 (i) als Postgebäude. Im Inneren beide Treppenhäuser mit bauzeitlichem Treppengeländer erhalten. | 34370792 | Weitere Bilder |
| Schloßplatz 8 52° 37′ 25″ N, 10° 4′ 49″ O                         | Wagenhalle                                          | Eingeschossiger Putzbau unter flachem Satteldach. Fassaden mit Wandvorlagen und Dreiecksgiebeln. Erbaut 1933 als Kraftwagenhalle des nebenliegenden ehemaligen Postgebäudes. | 36915536 | BW             |
| Schloßplatz 11/12 52° 37′ 22″ N, 10° 4′ 47″ O                     | Verwaltungsgebäude, AOK-Haus                        | Dreigeschossiger Massivbau, unter ziegelgedecktem Mansarddach. Stark durchfensterte Fassaden, Erdgeschoss mit putzimitierender Quaderung. Über L-förmigem Grundriss errichtet 1949/1950 für die Allgemeine Ortskrankenkasse (AOK) anstelle des abgebrannten Marstalls durch den Celler Architekten Richard Schneider. Im Inneren bauzeitliche Ausstattung erhalten. | 34370868 |                |
| Schloßplatz 13 52° 37′ 20″ N, 10° 4′ 47″ O                        | Ehemaliges Herzogliches Altes Reithaus, Marstall    | Zweigeschossiger Bau aus Sandsteinquadern, unter Satteldach in Ziegeldeckung. Traufseite zur Straße verputzt, im Südgiebel große rundbogige Toröffnung, hier Giebeldreieck verputzt; mit Kranbalken und Wappen von Herzog Georg Wilhelm. Fassadengliederung durch Sandsteinsockel, darüber Gesimse sowie akzentuierte Fenster- und Torumrahmungen. Im Inneren Fachwerkkonstruktion und Dachwerk weitgehend freigelegt, Lastenrad erhalten. Erbaut 1664 als Reithaus in der Vorburg, um 1700 Umbau zum Herzoglichen Pferdestall (Marstall). | 34370896 | Weitere Bilder |
| Schuhstraße 1 52° 37′ 31″ N, 10° 4′ 53″ O                         | Wohn-/ Geschäftshaus                                | Dreigeschossiges Eckgebäude in Fachwerk auf massivem EG unter Satteldächern. Fassaden stockwerksweise vorkragend mit historististischen Fachwerk-Zierelementen und Inschriften. Zwerchhaus sowie zwei Erker an der Fassade zur Schuhstraße. Erbaut 1908 für Modehaus J. H. Dreyer. Teile des ersten OG vom zweigeschossigen Vorgängerbau des 16. Jh. erhalten. Erdgeschossfassade 1959/60 verändert. | 34370927 | Weitere Bilder |
| Schuhstraße 2 52° 37′ 31″ N, 10° 4′ 54″ O                         | Wohnhaus                                            | Dreigeschossiger giebelständiger Fachwerkbau unter Satteldach. Regelmäßige dreiachsige Fassade mit Doppelständern dreifach leicht vorkragend, Gebälkzonen mit profilierten Brettern verkleidet. Erbaut um 1720, um 1800 baulich und funktional mit dem Nachbarhaus Schuhstraße 3 zusammengefasst. Zu Beginn des 20. Jh. zum Kaufhaus-Komplex Dreyer gehörig. | 34370953 |                |
| Schuhstraße 3 52° 37′ 31″ N, 10° 4′ 54″ O                         | Wohnhaus                                            | Dreigeschossiger giebelständiger Fachwerkbau unter Satteldach. Straßenseitiger Giebel fünffach vorkragend über geschnitzten Balkenköpfen und profilierten Füllhölzern. Ladeluke im ersten DG. Südöstliche Eckständer mit geschnitzten Säulchen. Nachträgliche Inschrift des 20. Jh. an OG-Schwelle. Erbaut um 1666/70. Um 1800 baulich und funktional mit Nachbarhaus Nr. 2 zusammengefasst. EG im 20. Jh. verändert. | 34370979 |                |
| Schuhstraße 3 52° 37′ 32″ N, 10° 4′ 54″ O                         | Seitenflügel                                        | Dreigeschossiger unterkellerter Fachwerkbau unter Satteldach, an hofseitigen Giebel des Vorderhauses anschließend. Hoffassade zweifach vorkragend über geschnitzten Balkenköpfen und gerundeten Füllhölzern. Lehm- und Backsteinausfachungen, teilweise in Zierverband. Erbaut um 1670 (d). | 35453958 | BW             |
| Schuhstraße 3 52° 37′ 33″ N, 10° 4′ 54″ O                         | Speicher                                            | Dreigeschossiger Fachwerkbau unter Satteldach, auf gesamter Grundstücksbreite nördlich an den schmaleren Seitenflügel anschließend. Durchfahrt zum nördlich gelegenen zweiten Innenhof. Backsteinausfachung, teilweise in Ziersetzung. Erbaut um 1670 (d). Spätestens seit dem 19. Jh. auch mit Wohnumnutzung. | 35453978 | BW             |
| Schuhstraße 4 52° 37′ 31″ N, 10° 4′ 55″ O                         | Wohnhaus                                            | Zweigeschossiger giebelständiger Fachwerkbau unter Satteldach. Straßenfassade mit drei reich verzierten Vorkragungen. OG mit Doppelständern, im Giebeldreieck Fußwinkelhölzer. Erbaut 1655, erneuert 1901. EG verändert. | 34371005 |                |
| Schuhstraße 4 52° 37′ 32″ N, 10° 4′ 54″ O                         | Seitenflügel                                        | Zweigeschossiger Fachwerkbau unter Satteldach, hofseitig an den Giebel des Vorderhauses anschließend. Erbaut laut Inschrift 1645, an Westseite Treppenhaus-Anbau von 1969. | 35454056 | BW             |
| Schuhstraße 4 52° 37′ 32″ N, 10° 4′ 54″ O                         | Seitenflügel                                        | Dreigeschossiger Fachwerkbau unter Pultdach, nördlich an den Giebel des ersten Seitenflügels anschließend, auf nach Norden verjüngtem, trapezförmigem Grundriss. Erbaut wohl im 18. Jh., zweites OG später aufgesetzt. Ursprünglich mit Satteldach, 1965 durch flach geneigtes Pultdach ersetzt. | 35454073 | BW             |
| Schuhstraße 5 52° 37′ 32″ N, 10° 4′ 55″ O                         | Gasthaus „Goldene Sonne“                            | ZZweigeschossiger giebelständiger Fachwerkbau unter Satteldach. Straßenfassade dreifach vorkragend über geschnitzten Balkenköpfen und profilierten Füllbrettern. Fußwinkelhölzer und geschnitzte Schwellenunterkanten. Erbaut laut Inschrift an der zweiten DG-Schwelle 1616. Ursprünglich Wohnhaus, seit dem 18. Jh. bis Mitte des 20. Jh. Ausspannwirtschaft. Mehrere Umbauphasen. | 34371031 | Weitere Bilder |
| Schuhstraße 5 52° 37′ 32″ N, 10° 4′ 55″ O                         | Seitenflügel                                        | Zweigeschossiger Fachwerkbau unter Satteldach, an den nördlichen Giebel des Vorderhauses anschließend. Weite hofseitige OG-Vorkragung über geschnitzten Balkenköpfen auf profilierten Knaggen. Wohl zeitgleich mit dem Vorderhaus errichtet. | 35455070 | BW             |
| Schuhstraße 5 52° 37′ 32″ N, 10° 4′ 55″ O                         | Seitenflügel                                        | Zweigeschossiger Fachwerkbau unter Satteldach, in Höhe und Breite gestaffelt an den Nordgiebel des ersten Seitenflügels anschließend, vermutlich zeitgleich errichtet. Nachträglich nach Norden um ein Gefach verlängert. | 35455115 | BW             |
| Schuhstraße 5 52° 37′ 32″ N, 10° 4′ 55″ O                         | Nebengebäude                                        | Zweigeschossiger, langgestreckter Fachwerkbau unter ziegelgedecktem Pultdach mit Abwalmung über dem abgeschrägten Südgiebel. Freistehend an der östlichen Grundstücksgrenze, nördlich versetzt zum Seitenflügel am Haupthaus. OG hofseitig vorkragend über gerundeten Balkenköpfen und Füllbrettern. | 35455170 | BW             |
| Schuhstraße 6 52° 37′ 32″ N, 10° 4′ 56″ O                         | Wohnhaus                                            | Zweigeschossiger giebelständiger Fachwerkbau unter Satteldach. Straßenfassade vierfach vorkragend über geschnitzten Balkenköpfen und profilierten Füllbrettern. Ladeluke im zweiten DG mit darüberliegendem Kranbalken. Erbaut laut Inschrift an der OG-Schwelle 1691. EG-Fassade 1982 verändert. | 34371060 |                |
| Schuhstraße 6 52° 37′ 33″ N, 10° 4′ 55″ O                         | Nebengebäude                                        | Zweieinhalbgeschossiger Fachwerkbau unter Satteldach, als giebelständiges Rückgebäude auf gesamter Grundstücksbreite. Erbaut wohl im 18. Jh., ursprüngliche Nutzung unbekannt. 1904 bis 1961 als Tischlerwerkstatt genutzt, 1993 zum Café umgebaut. Hinter dem Rückgebäude ein weiterer Hof bzw. Garten. | 35457014 | BW             |
| Schuhstraße 7 52° 37′ 32″ N, 10° 4′ 56″ O                         | Wohnhaus                                            | Dreigeschossiger giebelständiger Fachwerkbau unter Satteldach mit Giebelknauf. Straßenfassade fünffach vorkragend über geschnitzten Balkenköpfen und reich verzierten Füllbrettern. Ladeluke im zweiten DG erhalten, in den beiden darunterliegenden Stockwerken ablesbar. Erbaut laut Inschrift am Sturz der Ladeluke 1648. Weitere Inschriften in Form von Abkürzungen an den weiteren ehemaligen Ladeluken-Stürzen, vermutlich Bibelauszüge. | 34371088 | Weitere Bilder |
| Schuhstraße 7 52° 37′ 33″ N, 10° 4′ 55″ O                         | Seitenflügel                                        | Zweigeschossiger unterkellerter Fachwerkbau unter Satteldach mit Zwerchhaus in der hofseitigen Dachfläche, an den hofseitigen Giebel des Vorderhauses anschließend. Ladeluke im Zwerchhaus mit erhaltenem Aufzugsrad im Dachraum. | 35457089 | BW             |
| Schuhstraße 7 52° 37′ 33″ N, 10° 4′ 56″ O                         | Hinterhaus                                          | Zweigeschossiger Fachwerkbau unter Satteldach, auf gesamter Grundstücksbreite als Hinterhaus an den Giebel des Seitenflügels anschließend. | 35457119 | BW             |
| Schuhstraße 8 52° 37′ 32″ N, 10° 4′ 57″ O                         | Wohnhaus                                            | Zweigeschossiger traufständiger unterkellerter Fachwerkbau unter Satteldach mit breitem Zwerchhaus straßenseitig. Erdgeschossfassade 1906/07 nach Entwurf von Otto Haesler massiv ersetzt in Buntsandstein. Im OG unregelmäßige Ständeranordnung. Auffallend breite Fachwerkständer vor allem im Zwerchhaus. Hoffassade mit regelmäßigen Doppelständern und außermittigem dreiachsigen Zwerchhaus. Erbaut Mitte 18. Jh. Umbauphasen 1888 und 1906/07. | 34371123 | Weitere Bilder |
| Schuhstraße 9 52° 37′ 32″ N, 10° 4′ 58″ O                         | Stadtkommandantenhaus                               | Zweigeschossiger, auffällig breit gelagerter, traufständiger Fachwerkbau unter Walmdach mit Zier-Frontispiz. Seitliche Durchfahrt mit 1950 umgestaltetem, ursprünglich barockem Portal. Straßenfassade Anfang wohl des 18. Jh. bis um 1740 errichtet, Gebäude im Kern jedoch älter. EG durch Ladeneinbau stark verändert. Teils erhaltene barocke Innenausstattung. | 34371149 | Weitere Bilder |
| Schuhstraße 9 52° 37′ 32″ N, 10° 4′ 57″ O                         | Seitenflügel                                        | Zweigeschossiger, teilweise unterkellerter Fachwerkbau unter Satteldach, an die nördliche Traufseite des Vorderhauses anschließend. OG hofseitig vorkragend über geschnitzten Balkenköpfen und gerundeten Füllhölzern. Zierausfachungen am Nordgiebel. Errichtet in zwei Bauphasen mit geringem zeitlichen Abstand im 17. Jh. | 35465547 | BW             |
| Schuhstraße 9 52° 37′ 32″ N, 10° 4′ 57″ O                         | Seitenflügel                                        | Zweigeschossiger, teilweise unterkellerter Fachwerkbau unter Satteldach, an die nördliche Traufseite des Vorderhauses anschließend. OG hofseitig vorkragend über geschnitzten Balkenköpfen und gerundeten Füllhölzern. Zierausfachungen am Nordgiebel. Errichtet in zwei Bauphasen mit geringem zeitlichen Abstand im 17. Jh. | 35465547 | BW             |
| Schuhstraße 9 52° 37′ 33″ N, 10° 4′ 57″ O                         | Remise                                              | | 35465588 | BW             |
| Schuhstraße 9 52° 37′ 33″ N, 10° 4′ 57″ O                         | Nebengebäude                                        | Zweigeschossiger Fachwerkbau in Geschossbauweise unter Satteldach. Inschriftliche Datierung „1650“ mit Bauherreninitialen „F S“ an hofseitigem Riegel. Nachträglicher Toreinbau. In einem Plan von 1889 als „altes Stallgebäude“ bezeichnet. | 35465611 | BW             |
| Schuhstraße 9 52° 37′ 33″ N, 10° 4′ 57″ O                         | Verwaltungsgebäude                                  | Eingeschossiger Massivbau unter Satteldach, nördlich an das zweigeschossige Nebengebäude von 1650 anschließend. Erbaut 1889 als „Zollabfertigungs-Bureau“ des auf dem Grundstück eingerichteten Haupt-Steueramts. Stark überformt. | 35465635 | BW             |
| Schuhstraße 10 52° 37′ 32″ N, 10° 4′ 58″ O                        | Wohnhaus                                            | Dreigeschossiger giebelständiger Fachwerkbau unter Satteldach mit auffällig großen Geschosshöhen. Straßenseitiger Giebel vierfach vorkragend mit profilierten Rähmen und Füllhölzern. Laut einer nicht erhaltenen Inschrift erbaut 1646. Ladeneinbau im EG 1902, später mehrfach verändert. Großer Gewölbekeller. Hofseitig anschließender, gleichzeitig errichteter Seitenflügel. Dreigeschossiger Fachwerkbau unter Satteldach mit zweifach vorkragender Hoffassade, EG hier massiv erneuert. | 34371179 |                |
| Schuhstraße 10 52° 37′ 33″ N, 10° 4′ 58″ O                        | Seitenflügel                                        | An den schmaleren Seitenflügel anschließender, unabhängig von diesem errichteter Anbau. Dreigeschossiges, unterkellertes Fachwerkgebäude unter Satteldach. Hoffassade zweifach vorkragend über geschnitzten Balkenköpfen und gerundete Füllhölzern. | 35481403 | BW             |
| Schuhstraße 11 52° 37′ 32″ N, 10° 4′ 59″ O                        | Wohnhaus                                            | Zweigeschossiger giebelständiger, unterkellerter Fachwerkbau unter Satteldach. OG vorkragend mit profilierten Füllhölzern. Im Kern 17. Jh., barocke Überprägung um 1720. Ladeneinbau im EG 1897. | 34371205 |                |
| Schuhstraße 11 52° 37′ 33″ N, 10° 4′ 58″ O                        | Seitenflügel                                        | Dreigeschossiger unterkellerter Fachwerkbau, an den Nordgiebel des Vorderhauses anschließend. Erdgeschossfassade massiv ersetzt. | 35483004 | BW             |
| Schuhstraße 11 52° 37′ 33″ N, 10° 4′ 58″ O                        | Hinterhaus                                          | Zweigeschossiger Fachwerkbau unter Satteldach, auf der gesamten Grundstücksbreite nördlich an den Giebel des Seitenflügels anschließend, traufständig zur Straße. Erdgeschossfassade massiv ersetzt. Hoffassade verkleidet. | 35483067 | BW             |
| Schuhstraße 12 52° 37′ 32″ N, 10° 4′ 59″ O                        | Wohnhaus                                            | Zweigeschossiger, giebelständiger, unterkellerter Fachwerkbau unter Satteldach. Straßenseitiger Giebel zweifach leicht vorkragend, symmetrisch mit vier Fensterachsen und Doppelständern. Erbaut um 1700. Im EG Ladeneinbau 1899. | 34371232 |                |
| Schuhstraße 12 52° 37′ 33″ N, 10° 4′ 59″ O                        | Seitenflügel                                        | Zweigeschossiger Fachwerkbau unter Satteldach, an den Nordgiebel des Vorderhauses anschließend. OG hofseitig vorkragend über geschnitzen Balkenköpfen und gerunderen Füllhölzern. Zwerchhaus mit Ladeluke hofseitig. | 35521708 | BW             |
| Schuhstraße 12 52° 37′ 33″ N, 10° 4′ 59″ O                        | Werkstatt                                           | Zweieinhalbgeschossiges massives Werkstattgebäude in Sichtbackstein unter Walmdach mit Fachwerkdrempel, nördlich an den Fachwerk-Seitenflügel anschließend. | 35521726 | BW             |
| Schuhstraße 13 52° 37′ 32″ N, 10° 5′ 0″ O                         | Wohnhaus                                            | Zweigeschossiger giebelständiger Fachwerkbau unter Satteldach. Straßenseitiger Giebel dreifach vorkragend über geschnitzten Balkenköpfen und profilierten Füllbrettern. Mittige Eingangstür mit hölzerner architektonischer Rahmung und festem Oberlicht. Erbaut um 1700, möglicherweise mit älterem Kern. Schaufenstereinbau 1902, später mehrfach verändert. Nachträglich aufgemalte inschriftliche Datierungen von Seitenflügeln übernommen. | 34371258 |                |
| Schuhstraße 13 52° 37′ 33″ N, 10° 4′ 59″ O                        | Seitenflügel                                        | Zweigeschossiger Fachwerkbau unter Satteldach, an den Nordgiebel des Vorderhauses anschließend. OG und Traufe hofseitig vorkragend mit geschnitzten Balkenköpfen und gerundeten Füllhölzern. Inschrift mit Datierung „1610“ und Namensschriftzug „Cordt Wilkens“ an der OG-Schwelle. | 35521816 | BW             |
| Schuhstraße 13 52° 37′ 33″ N, 10° 4′ 59″ O                        | Seitenflügel                                        | Zweigeschossiger Fachwerkbau unter Satteldach, nördlich an den westlichen Seitenflügel anschließend, in abweichender Konstruktionsweise, erbaut um 1700. | 35521837 | BW             |
| Schuhstraße 13 52° 37′ 33″ N, 10° 5′ 0″ O                         | Seitenflügel                                        | Zweigeschossiger Fachwerkbau von zwei Gefachen Länge unter Satteldach, als schmalerer Seitenflügel an der östlichen Grundstücksgrenze an den Nordgiebel des Vorderhauses anschließend. Nordgiebel zweifach auskragend über geschnitzten Balkenköpfen und gerundeten Füllhölzern. Inschrift mit Datierung „1629“, Bauherren-Initialen „I.B.“ und Meisterschild oder Hauszeichen an der OG-Schwelle. | 35521799 | BW             |
| Schuhstraße 14 52° 37′ 32″ N, 10° 5′ 0″ O                         | Wohnhaus                                            | Zweigeschossiger giebelständiger Fachwerkbau unter Satteldach mit rückwärtigem Seitenflügel. Straßenfassade vierfach vorkragend, mit reich verzierten Füllbrettern, Inschriften und Schnitzdekor an allen Schwellen und geschnitzten Eckständern im OG. Zwei- bis dreigeschossiger Fachwerk-Seitenflügel von zwei Gefachen Länge unter Frackdach, auf halber Gebäudebreite an den hofseitigen Giebel des Vorderhauses anschließend. | 34371284 |                |
| Schuhstraße 15 52° 37′ 32″ N, 10° 5′ 1″ O                         | Wohnhaus                                            | Zweigeschossiger, traufständiger, unterkellerter Fachwerkbau unter Satteldach mit mittigem Zwerchhaus straßenseitig. Hofseitige Aufstockung unter Flachdach. Erbaut im 18. Jh. Umbau der EG-Fassade mit Pilastergliederung 1920. | 34371310 |                |
| Schuhstraße 16 52° 37′ 32″ N, 10° 5′ 1″ O                         | Wohnhaus                                            | Zweigeschossiger traufständiger Fachwerkbau unter Satteldach mit mittigem Zwerchhaus straßenseitig. Regelmäßige Fassadenkonstruktion mit Doppelständern und Fußstreben. Im Dachwerk erhaltener Kranbalken am Zwerchgiebel fassadenbündig abgeschnitten. Außermittige teilverglaste Eingangstür mit Oberlicht. Erbaut Anfang 18. Jh. Erdgeschossfassade mehrfach verändert. Nachträglich aufgemalte inschriftliche Datierung „Anno 1534“, vermutlich auf einen Vorgängerbau bezogen; möglicherweise sind noch vereinzelte Bauteile von diesem im heutigen Bau enthalten. | 34371335 |                |
| Schuhstraße 16 52° 37′ 33″ N, 10° 5′ 1″ O                         | Seitenflügel                                        | Zweigeschossiger Fachwerkbau unter Pultdach, an die nördliche Traufseite des Vorderhauses anschließend. Wohl zeitgleich wie das Vorderhaus errichtet. Hoffassade im EG 1924 massiv ersetzt. | 35522018 | BW             |
| Schuhstraße 16 52° 37′ 33″ N, 10° 5′ 1″ O                         | Remise                                              | Eingeschossiger geschlemmter Sichtbacksteinbau, nördlich an den Seitenflügel anschließend. Erbaut im 19. Jh. | 35522039 | BW             |
| Schuhstraße 16 52° 37′ 33″ N, 10° 5′ 1″ O                         | Stall                                               | Eingeschossiger unterkellerter, geschlemmter Sichtbacksteinbau mit Ladegaube. Erbaut im 19. Jh. | 35522065 | BW             |
| Schuhstraße 17 52° 37′ 32″ N, 10° 5′ 1″ O                         | Wohnhaus                                            | Zweigeschossiger, giebelständiger, unterkellerter Fachwerkbau unter Satteldach. Straßenfassade dreifach vorkragend über geschnitzten Balkenköpfen und profilierten Füllhölzern. Symmetrische Fassadengestaltung mit regelmäßiger Fußstrebenanordnung. Im Dachgeschoss wohl ursprünglich Ladeluke. Erdgeschossfassade mehrfach verändert. Giebelknauf mit Wetterfahne, darauf inschriftliche Datierung „1691“, Namensabkürzung „HRB / LED“ sowie zwei Figuren. | 34371361 |                |
| Schuhstraße 17 52° 37′ 33″ N, 10° 5′ 1″ O                         | Seitenflügel                                        | Zweigeschossiger Fachwerkbau unter Satteldach, mit geringerer Breite an den rückwärtigen Giebel des Vorderhauses anschließend. OG hofseitig leicht vorkragend über geschnitzten Balkenköpfen und gerundeten Füllhölzern. Ähnliche Konstruktionsmerkmale wie am Vorderhaus, vermutlich zeitgleich oder in geringem zeitlichen Abstand errichtet. | 35522100 | BW             |
| Schuhstraße 17 52° 37′ 33″ N, 10° 5′ 1″ O                         | Seitenflügel                                        | Zweigeschossiger Fachwerkbau unter Satteldach, in nördlicher Verlängerung des ersten Seitenflügels. OG hofseitig sehr stark vorkragend über geschnitzten Balkenköpfen und gerundeten Füllhölzern. Vermutlich zeitgleich oder in geringem zeitlichen Abstand errichtet. | 36971808 | BW             |
| Schuhstraße 17 52° 37′ 34″ N, 10° 5′ 1″ O                         | Nebengebäude                                        | Zweigeschossiges Nebengebäude in Mischbauweise unter flach geneigtem Pultdach. Giebelseiten, Ostfassade und EG massiv in Backstein. OG hofseitig in Fachwerk. Errichtet letztes Viertel 19. Jh. | 36971860 | BW             |
| Schuhstraße 18 52° 37′ 32″ N, 10° 5′ 2″ O                         | Lagergebäude                                        | Schmales zweigeschossiges Fachwerkgebäude unter steilem Pultdach. Ursprünglich als Lager- und Remisengebäude des benachbarten Hauses Nr. 19. errichtet, wohl im 19. Jh. Später Wohnnutzung und Laden. EG-Straßenfassade mehrfach verändert. | 34371387 |                |
| Schuhstraße 19 52° 37′ 32″ N, 10° 5′ 2″ O                         | Wohnhaus                                            | Zweigeschossiger giebelständiger Fachwerkbau unter Satteldach. Straßenfassade ohne Vorkragungen, Gebälkzonen verbrettert. Seitliche Hofzufahrt westlich auf ursprünglich eigenständiger Parzelle. Errichtet wohl Mitte 18. Jh. unter Einbeziehung von Teilen eines Vorgängerbaus der Zeit um 1600. | 34371412 |                |
| Schuhstraße 19 52° 37′ 33″ N, 10° 5′ 2″ O                         | Seitenflügel                                        | Zweigeschossiger Fachwerkbau unter Satteldach, an den Nordgiebel des Vorderhauses nachträglich angebaut. OG zur ehemaligen Hoffläche an der Ostfassade auskragend mit barocken Zierknaggen und geschnitzten Füllhölzern. | 35522337 | BW             |
| Schuhstraße 20 52° 37′ 32″ N, 10° 5′ 3″ O                         | Wohn-/ Geschäftshaus                                | Zweigeschossiger giebelständiger Fachwerkbau unter Satteldach mit Giebelknauf und Wetterfahne. Straßengiebel vierfach vorkragend. Erbaut laut inschriftlicher Datierung an der Wetterfahne 1659. Umbau 1911 mit zweigeschossigem Kino-Einbau. Erdgeschossfassade mehrfach verändert. | 34371438 |                |
| Schuhstraße 20 52° 37′ 33″ N, 10° 5′ 2″ O                         | Seitenflügel                                        | Zweigeschossiger Fachwerkbau unter Satteldach, an den Nordgiebel des Vorderhauses anschließend. OG-Ostfassade zum ehemaligen, heute überbauten Hof mit Fußwinkelhölzern. Vermutlich zeitgleich oder mit geringem zeitlichen Abstand zum Vorderhaus errichtet. | 35522354 | BW             |
| Schuhstraße 21 52° 37′ 32″ N, 10° 5′ 3″ O                         | Wohnhaus                                            | Zweigeschossiger giebelständiger Fachwerkbau unter Satteldach. Versetzt angeordnete Zwerchhäuser an beiden Traufseiten. Regelmäßige Straßenfassade mit drei Fensterachsen. Erdgeschossfassade mehrfach verändert. | 34371463 |                |
| Schuhstraße 21 52° 37′ 33″ N, 10° 5′ 3″ O                         | Seitenflügel                                        | Zwei- bis dreigeschossiger Fachwerkbau mit Backsteinausfachung unter Frackdach, an den Nordgiebel des Vorderhauses anschließend. | 35522375 | BW             |
| Schuhstraße 21 52° 37′ 33″ N, 10° 5′ 3″ O                         | Hinterhaus                                          | Zweigschossiger Fachwerkbau mit Backsteinausfachung unter Flachdach, nördlich des Seitenflügels auf der westlichen Grundstücksgrenze gelegen. Erbaut 1891 als Waschküche und Holzkohlen-Lager. | 35522399 | BW             |
| Schuhstraße 22 52° 37′ 32″ N, 10° 5′ 4″ O                         | Wohnhaus                                            | Zweigeschossiger giebelständiger Fachwerkbau mit Backsteinausfachung unter Satteldach. Straßengiebel dreifach vorkragend, teilweise auf Zierknaggen. Füllhölzer mit Zahnschnittfries. Schwellen mit Schnitzdekor. Zweigeschossige Utlucht unter Pultdach. Errichtet um 1590. OG-Fassade im 18. Jh. verändert, teils mit wiederverwendeten Hölzern. Erdgeschossfassade mehrfach verändert. | 34371489 | Weitere Bilder |
| Schuhstraße 22 52° 37′ 33″ N, 10° 5′ 4″ O                         | Seitenflügel                                        | Zweigeschossiger Fachwerkbau unter Satteldach, an den Nordgiebel des Vorderhauses anschließend. OG hofseitig vorkragend, mit Zierschwellen und -knaggen. Erbaut zeitgleich wie Vorderhaus, wenig später um drei Gefache nach Norden verlängert. | 35522526 | BW             |
| Schuhstraße 23 52° 37′ 32″ N, 10° 5′ 4″ O                         | Wohnhaus                                            | Zweigeschossiger traufständiger Fachwerkbau unter Satteldach mit rückwärtigem Seitenflügel. Straßenfassade mit seitlicher Auslucht auf etwa halber Gebäudebreite. OG vorkragend über geschnitzten Balkenköpfen und gerundeten Füllhölzern. Erbaut in zweiter Hälfte 17. Jh. Erdgeschossfassade mehrfach verändert. Seitenflügel als zweigeschossiger Fachwerkbau unter Satteldach, an der westlichen Grundstücksgrenze an die Nordfassade des Vorderhauses anschließend. Seit der Entfestigung der Stadt ist die Parzelle auch von Norden erschlossen, heute hat das Gebäude zwei Erschließungen und zwei Adressen. | 34371521 |                |
| Schuhstraße 24 52° 37′ 32″ N, 10° 5′ 4″ O                         | Wohnhaus                                            | Dreigeschossiger, sehr schmaler, traufständiger Fachwerkbau unter Satteldach. Straßenfassade dreifach leicht vorkragend mit verbretterter Gebälkzone. Erbaut laut inschriftlicher Datierung am Türsturz 1713, wohl anstelle einer ehemaligen Hofdurchfahrt. Erdgeschossfassade im 20. Jh. verändert. | 34371547 |                |
| Schuhstraße 24 52° 37′ 33″ N, 10° 5′ 4″ O                         | Seitenflügel                                        | Zweigeschossiger Fachwerkbau unter steilem Pultdach, an die Nordseite des Vorderhauses anschließend. Wohl zeitgleich mit dem Vorderhaus oder mit geringem zeitlichen Abstand erbaut. | 35522674 | BW             |
| Schuhstraße 25 52° 37′ 32″ N, 10° 5′ 5″ O                         | Wohnhaus                                            | Zweigeschossiger giebelständiger Fachwerkbau unter Satteldach. Straßenfassade dreifach vorkragend über geschnitzten Balkenköpfen, über dem EG mit gerundeten, darüber mit profilierten Füllhölzern. Erbaut laut Inschrift an der OG-Schwelle 1699. Erdgeschossfassade verändert. | 34371572 |                |
| Schuhstraße 25 52° 37′ 33″ N, 10° 5′ 5″ O                         | Seitenflügel                                        | Zweigeschossiger Fachwerkbau unter Satteldach, an den Nordgiebel des Vorderhauses anschließend. Im Norden zusätzlicher schmalerer Anbau unter eigenem Satteldach. | 35522830 | BW             |
| Schuhstraße 26 52° 37′ 32″ N, 10° 5′ 5″ O                         | Wohnhaus                                            | Zweigeschossiger giebelständiger Fachwerkbau auf massivem Kellersockel unter Satteldach und mit rückwärtigem Seitenflügel. OG straßenseitig leicht vorkragend, Gebälkzonen mit Brettern verkleidet. Zurückgesetzte außermittige zweiflügelige Eingangstür mit Pilasterrahmung und Oberlicht sowie in den Sockel einschneidende Stufen. Am OG hölzerne Inschrift-Tafel aus dem 20. Jh. zur Erinnerung an den hier geborenen Albrecht Thaer. Erbaut Mitte 18. Jh. mit Seitenflügeln und Rückgebäude, heute teils zu Nordwall 41 gehörend. Haustür mit Rahmung 19. Jh. EG im 20. Jh. verändert. Seitenflügel als zweigeschossiger Fachwerkbau unter Satteldach, an den Nordgiebel des Vorderhauses anschließend. Mit einer Länge von drei Gefachen bis zu einem weiteren, etwas jüngerem Seitenflügel reichend. OG hofseitig vorkragend. | 34371598 | Weitere Bilder |
| Schuhstraße 27 52° 37′ 32″ N, 10° 5′ 6″ O                         | Wohnhaus                                            | Zweigeschossiger giebelständiger Fachwerkbau mit Backsteinausfachung auf massivem Kellersockel und unter Satteldach. Straßenfassade dreifach vorkragend über profilierten Knaggen. Mächtige Schwellen mit geschnitztem Treppenfries und figürlicher sowie ornamentaler Schnitzerei in Renaissance-Formen, heute weitgehend rekonstruiert bzw. auf ersetzten Hölzern nachgemalt. Errichtet 1577 unter Verwendung von Teilen eines Vorgängerbaus aus erster Hälfte 16. Jh. | 34371627 | Weitere Bilder |
| Schuhstraße 25 52° 37′ 32″ N, 10° 5′ 6″ O                         | Stall                                               | Eingeschossiger verputzter Backsteinbau unter Satteldach, hofseitige Erschließung. Erbaut im 19. Jh. parallel zum erst um 1800 angelegten Straßendurchbruch zum Nordwall. | 35523095 | BW             |
| Schuhstraße 37 52° 37′ 32″ N, 10° 5′ 5″ O                         | Wohnhaus                                            | Zweigeschossiger giebelständiger Fachwerkbau unter Satteldach. Straßenfassade dreifach vorkragend über geschnitzten Balkenköpfen und profilierten Füllbrettern. Errichtet laut inschriftlicher Datierung 1660. Innen-Umbau 1925, Fassade 1957 teilweise verändernd wieder errichtet unter Verwendung alter Bauteile. Erdgeschossfassade mehrfach verändert. | 34371657 | Weitere Bilder |
| Schuhstraße 38 52° 37′ 32″ N, 10° 5′ 4″ O                         | Wohnhaus                                            | Zweigeschossiger giebelständiger Fachwerkbau auf massivem Kellersockel und unter Satteldach. Erd- und OG auffällig hoch. Straßenfassade vierfach leicht vorkragend mit profilierten Füllhölzern. Fußwinkelhölzer im Giebeldreieck. Errichtet laut Inschrift an der OG-Schwelle 1685. Ladeneinbau im EG 1891. | 34371682 |                |
| Schuhstraße 38 52° 37′ 31″ N, 10° 5′ 4″ O                         | Seitenflügel                                        | Dreigeschossiger Fachwerkbau unter Satteldach, an den Südgiebel des Vorderhauses anschließend. Erd- und 1. OG in Geschossbauweise, darüber hofseitig vorkragendes 2. OG in Stockwerksbauweise. Kräftige Knaggen stützen weite Auskragung. | 35850363 | BW             |
| Schuhstraße 38 52° 37′ 31″ N, 10° 5′ 4″ O                         | Werkstatt                                           | Eingeschossiger Fachwerkbau unter Pultdach. | 35850412 | BW             |
| Schuhstraße 38 52° 37′ 31″ N, 10° 5′ 4″ O                         | Hinterhaus                                          | Dreigeschossiger Fachwerkbau unter Satteldach, freistehend auf der südlichen Grundstücksgrenze, traufständig zur Straße. Vermutlich im Kern aus dem 17. oder frühen 18. Jh., mit Veränderungen des 19. Jh. | 35850380 | BW             |
| Schuhstraße 39 52° 37′ 32″ N, 10° 5′ 4″ O                         | Wohnhaus                                            | Zweigeschossiger giebelständiger Fachwerkbau unter Satteldach. Straßenseitiger Giebel vierfach vorkragend über geschnitzten Balkenköpfen und profilierten Füllhölzern. Regelmäßige Reihung von Fußwinkelhölzern. Große Toreinfahrt mit Oberlicht. Zweigeschossige außermittige Auslucht im Westteil der Fassade mit gleichen Konstruktionsmerkmalen sowie Schnitzdekor an der OG-Schwelle. Östlich der Einfahrt nachträgliche eingeschossige Auslucht. Errichtet in zweiter Hälfte 16. Jh. Im 19. Jh. als Gast- und Ausspannwirtschaft „Calenberger Hof“ genutzt. Nach Brand in den 1980er Jahren teilweise rekonstruiert. | 34371708 |                |
| Schuhstraße 39 52° 37′ 31″ N, 10° 5′ 4″ O                         | Seitenflügel                                        | Zweigeschossiger Fachwerkbau unter Satteldach, an den Südgiebel des Vorderhauses anschließend. OG hofseitig leicht vorkragend über geschnitzten Balkenköpfen und gerundeten Füllhölzern. Außenliegender Kellerzugang vor der Hoffassade. Mitte 17. Jh. errichtet. | 35850450 | BW             |
| Schuhstraße 39 52° 37′ 31″ N, 10° 5′ 4″ O                         | Seitenflügel                                        | Zweigeschossiger Fachwerkbau unter Satteldach, südlich an den ersten Seitenflügel anschließend. OG weit vorkragend, Füllhölzer mit Beschlagwerkornamentik. Auffallend starke OG-Schwelle. Füllhölzer an der Traufe mit Eierstabprofil. Im späten 16. oder frühen 17. Jh. errichtet. | 35850467 | BW             |
| Schuhstraße 39 52° 37′ 31″ N, 10° 5′ 3″ O                         | Hinterhaus                                          | Zweigeschossiger Fachwerkbau unter Satteldach, an der südlichen Grundstücksgrenze rechtwinklig an den Seitenflügel anschließend. Keine Vorkragungen. | 35850484 | BW             |
| Schuhstraße 41 52° 37′ 31″ N, 10° 5′ 1″ O                         | Wohnhaus                                            | Gebäude mit Fassade zum Brandplatz. Zweigeschossiger, traufständiger, fünfachsiger Sichtbacksteinbau auf hohem Sockel unter Satteldach mit großem, dreiachsigem Zwerchhaus. Gebäude in Backsteinmauerwerk mit fünf Achsen, dabei der Mittelrisalit mit Zwerchhaus zu drei Achsen. Segmentbogige Fenster mit umlaufendem Dreiviertelstab, im EG nachträglich vergrößert. Zahnschnittfries in Backsteinziersetzung, im Giebel des Zwerchhauses spitzbogige Fensteröffnungen, Ortgang des Giebels mit Treppenfries. Nach 1864 im Bereich des 1857 abgebrannten Stadtquartiers errichtet als Nebengebäude zu Schuhstraße 41, ursprünglich ohne Eingang vom Brandplatz. | 35850527 |                |
| Schuhstraße 42A 52° 37′ 31″ N, 10° 4′ 59″ O                       | Wohnhaus                                            | Zweigeschossiges, zur Schuhstraße giebelständiges Eckhaus in Fachwerkbauweise unter Satteldach. OG zu beiden Straßenseiten vorkragend, Giebel mit zwei zusätzlichen Vorkragungen. Balkenköpfe am Giebel mit weit ausladendem Karniesprofil. Südlicher Teil mit niedrigerem Dach bei durchgehender östlicher Traufe und Versatz in der Firstlinie. Errichtet um 1700. EG mehrfach umgebaut. | 34371815 | Weitere Bilder |
| Schuhstraße 43 52° 37′ 31″ N, 10° 4′ 59″ O                        | Wohnhaus                                            | Zweigeschossiger giebelständiger Fachwerkbau unter Satteldach. Giebel dreifach vorkragend. Breite Schwelle mit Zickzackmuster. Kräftige Konsolen mit Stabprofil. Niedrige Geschosshöhen. Erdgeschossfassade mehrfach umgebaut. Moderne Inschrift mit Datierung 1570/ 1989. | 34371841 |                |
| Schuhstraße 44 52° 37′ 31″ N, 10° 4′ 58″ O                        | Wohnhaus                                            | Zweigeschossiger giebelständiger Fachwerkbau unter Satteldach mit rückwärtigem Seitenflügel. Straßengiebel dreifach vorkragend mit gefasten Schwellen, gerundeten Füllhölzern, gerundetem Rähm sowie geschnitzten Balkenköpfen. Außermittige Ladeluke im ersten DG mit darüberliegendem Kranausleger. Regelmäßige Reihung von Fußwinkelhölzern. Giebelspitze mit Knauf. Erdgeschossfassade mehrfach verändert. Rückseitig zweigeschossiger Fachwerk-Seitenflügel unter Satteldach, hofseitig vorkragend über profilierten Knaggen. | 34371867 |                |
| Schuhstraße 44 52° 37′ 31″ N, 10° 4′ 58″ O                        | Hinterhaus                                          | | 37124825 | BW             |
| Schuhstraße 45 52° 37′ 31″ N, 10° 4′ 58″ O                        | Wohnhaus                                            | Zweigeschossiger giebelständiger Fachwerkbau unter Satteldach mit rückwärtigem Seitenflügel. Straßengiebel zweifach vorkragend, breite Schwelle mit Treppenfries, ständergebundene Halbkreisrosette. Füllhölzer gerundet, vollständig erhaltene Brüstungslatten in Taubandmotiv. Konsolen mit Taubandmotiv. Rückwärtiger Giebel mit Ziegelbehang. Errichtet um 1540, Erdgeschossfassade mehrfach umgebaut. Zweigeschossiger Fachwerk-Seitenflügel unter Satteldach von vier Gefachen Länge, OG weit vorkragend, ausladende, kräftig geschwungene und profilierte Knaggen. Schwelle mit einfacher Kehle, Füllhölzer gerundet. Südgiebel verbrettert. | 34371893 |                |
| Schuhstraße 46 52° 37′ 31″ N, 10° 4′ 57″ O                        | Wohnhaus                                            | Zweigeschossiger, giebelständiger Fachwerkbau unter Satteldach. Straßengiebel dreifach vorkragend mit profilierten Füllhölzern. Steile Fußwinkelhölzer. Nicht bauzeitliche lateinische Inschrift an erneuerter OG-Schwelle. Erdgeschossfassade mehrfach verändert. | 34371919 |                |
| Schuhstraße 46 52° 37′ 31″ N, 10° 4′ 58″ O                        | Seitenflügel                                        | Zweigeschossiger Fachwerkbau unter Satteldach, an den Südgiebel des Vorderhauses anschließend. OG hofseitig leicht vorkragend, EG-Ostfassade massiv ersetzt. Schlichte Konstruktion mit zwei Riegellagen und Zweidrittel-Streben sowie einzelnen Fußstreben. Südgiebel laut Inschrift 1988 erneuert. | 35850687 | BW             |
| Schuhstraße 47 52° 37′ 31″ N, 10° 4′ 57″ O                        | Wohnhaus                                            | Zweigeschossiger, giebelständiger Fachwerkbau unter Satteldach. Straßengiebel ohne Vorkragungen, Gebälkzonen verbrettert. Errichtet um 1780, Erdgeschossfassade 1907 umgebaut, mit Flachschnitzerei im geometrischen Jugendstil. Rückseitig anschließender schmalerer zweigeschossiger Fachwerk-Seitenflügel unter Flachdach. Zusammen mit dem Vorderhaus als eingeschossiger Seitenflügel errichtet, 1933 aufgestockt. | 34371945 |                |
| Schuhstraße 47 52° 37′ 30″ N, 10° 4′ 57″ O                        | Nebengebäude                                        | Eingeschossiger Anbau in Mischbauweise unter Flachdach, in südlicher Verlängerung des Seitenflügels. Ursprünglich mit Pultdach. Im 19. Jh. als Stall- und Werkstattgebäude errichtet. | 35850759 | BW             |
| Schuhstraße 48 52° 37′ 31″ N, 10° 4′ 57″ O                        | Wohnhaus                                            | Zweigeschossiger, giebelständiger Fachwerkbau auf massivem Kellersockel unter Satteldach, mit rückwärtigem Seitenflügel. Straßengiebel dreifach vorkragend, mit verbretterter Gebälkzone. Symmetrische Fassadengliederung mit vier Fensterachsen und Doppelständern, Giebelknauf. Errichtet in erster Hälfte 18. Jh. Erdgeschossfassade mehrfach verändert. Rückwärtig anschließender, schmalerer, dreigeschossiger Fachwerk-Seitenflügel unter Satteldach. Konstruktionsmerkmale wie am Vorderhaus-Südgiebel, vermutlich zeitgleich errichtet. | 34371970 | Weitere Bilder |
| Schuhstraße 49 52° 37′ 31″ N, 10° 4′ 56″ O                        | Wohnhaus                                            | Zweigeschossiger, giebelständiger Fachwerkbau unter Satteldach. Straßengiebel dreifach vorkragend mit reichem Schnitzdekor. Breite Schwellen mit Inschrift und Hauszeichen, Beschlagwerkornament als Flachschnitzerei sowie Taustab. Unterschiedlich verzierte Füllhölzer. Obergeschoss-Rähm mit Zahnschnitt. Regelmäßige Anordnung von Fußwinkelhölzern. Eckständer mit eingeschnittenen Pilastermotiven. Giebelknauf. Errichtet in erster Hälfte 17. Jh., wohl um 1625. EG-Fassade mehrfach verändert. | 34371996 | Weitere Bilder |
| Schuhstraße 49 52° 37′ 31″ N, 10° 4′ 56″ O                        | Seitenflügel                                        | Zweigeschossiger, unterkellerter Fachwerkbau unter Satteldach, an den Südgiebel des Vorderhauses anschließend. Länge von neun Gefachen. OG hofseitig weit vorkragend mit geschwungenen Knaggen und gerundeten Füllhölzern. Im Traufbereich ebenfalls gerundete Füllhölzer. OG-Schwelle mit einfacher Kehle. Errichtet wohl zeitgleich oder in zeitlicher Nähe zum Vorderhaus. | 35850859 | BW             |
| Schuhstraße 50 52° 37′ 31″ N, 10° 4′ 56″ O                        | Wohnhaus                                            | Zweigeschossiger, giebelständiger Fachwerkbau unter Satteldach. Straßengiebel dreifach vorkragend. Schwellen mit Zickzackfries, an der Nordostecke traufseitig umlaufend. Unregelmäßige Anordnung von Fußwinkelhölzern. DG-Schwelle mit Inschrift. Füllhölzer gerundet. Vorkragung des zweiten DG auf gekehlten Knaggen mit Stabprofil. Schwebegiebel und Giebelspitze mit Knauf. Errichtet wohl im dritten Viertel des 16. Jh. Erdgeschossfassade mehrfach umgebaut. Inschriftlich datierte Sanierungen 1909 und 1962. | 34372023 |                |
| Schuhstraße 50 52° 37′ 31″ N, 10° 4′ 56″ O                        | Seitenflügel                                        | Zweigeschossiger Fachwerkbau unter Satteldach von 3 Gefachen Länge, an den Südgiebel des Vorderhauses anschließend. OG hofseitig vorkragend über gekehlten Knaggen mit Stabprofil und gerundeten Füllhölzern. OG-Schwelle gefast. Traufseitiger Dachüberstand ebenfalls mit profilierten Knaggen. | 35850886 | BW             |
| Schuhstraße 50 52° 37′ 30″ N, 10° 4′ 56″ O                        | Seitenflügel                                        | Zweigeschossiger Fachwerkbau unter Satteldach von sechs Gefachen Länge in südlicher Verlängerung des ersten Seitenflügels an dessen Giebel anschließend, mit ähnlichen Konstruktionsmerkmalen, aber abweichenden Geschoss- und Firsthöhen. Hofseitiger Traufüberstand mit profilierten Knaggen. Errichtet wohl um 1600. | 35850911 | BW             |
| Schuhstraße 50 52° 37′ 30″ N, 10° 4′ 56″ O                        | Hinterhaus                                          | Zweigeschossiger Fachwerkbau unter Satteldach, als südliche Hofrandbebauung traufständig zur Straße. Fassade ohne Vorkragungen. Aussteifung durch Fußbänder. Giebelwand Kopfbänder und Zweidrittel-Fußstreben. Westliches Giebeldreieck verbrettert. Errichtet wohl Ende 18. Jh. | 35850931 | BW             |
| Schuhstraße 51 52° 37′ 31″ N, 10° 4′ 55″ O                        | Wohnhaus                                            | Zweigeschossiger, giebelständiger Fachwerkbau unter Satteldach. Straßengiebel vierfach vorkragend, mit reichem Schnitzdekor. Seitliche zweigeschossige Utlucht mit Pultdach. Schwellen mit Zickzackfries, im DG mit Inschriften. Gerundete Füllhölzer mit Kanneluren. DG-Vorkragungen auf profilierten Knaggen. Reste von Fächerrosetten an den Eckständern der Utlucht. Haustür mit Rokoko-Oberlicht. Östlich anschließender traufständiger, zweigeschossiger Erweiterungsbau unter Satteldach. Fassade hier ohne Vorkragungen, im OG mit Doppelständern. Westlicher Kernbau erbaut laut Inschrift 1592, östliche Erweiterung wohl erste Hälfte 19. Jh. zusammen mit Umbau der OG-Fassade des Kernbaus. EG mehrfach verändert. | 34372076 |                |
| Schuhstraße 51 52° 37′ 30″ N, 10° 4′ 55″ O                        | Seitenflügel                                        | Zweigeschossiger Fachwerkbau unter Satteldach, an den Südgiebel des Vorderhauses anschließend. OG hofseitig weit auskragend. Barocke Hoftür als Brettertür mit Rautenmuster. Errichtet im 17. Jh., mehrfach umgebaut. | 35851056 | BW             |
| Schuhstraße 51 52° 37′ 30″ N, 10° 4′ 56″ O                        | Stall                                               | Eingeschossiger geschlämmter Sichtbacksteinbau unter Flachdach. Errichtet als Waschküche und Schweinestall nach Plänen von Otto Haesler, 1922. Durch Anbau mit dem Vorderhaus verbunden. | 35851166 | BW             |
| Schuhstraße 51 52° 37′ 30″ N, 10° 4′ 55″ O                        | Hinterhaus                                          | Zweigeschossiger Fachwerkbau unter Pultdach-Mansarddach, als südliche Hofrandbebauung traufständig zur Straße und rechtwinklig an den Seitenflügel anschließend. Keine Vorkragungen. Giebelseite verbrettert. Errichtet im 18. Jh. | 35851088 | BW             |
| Schuhstraße 52 52° 37′ 31″ N, 10° 4′ 55″ O                        | Hotel                                               | Dreigeschossiger traufständiger Massivbau unter Satteldach mit straßenseitiger Fachwerkfassade mit mittigem Zwerchhaus, 1974 – 75 in Anlehnung an die Fassade des abgebrannten Vorgängerbaus errichtet, mit dreifacher Vorkragung und symmetrischer Gliederung. Dreigeschossiges, traufständiges Hinterhaus als südlicher Abschluss der komplett überbauten Parzelle, ebenfalls nach den Prinzipien der Stadtbildpflege mit zweifach vorkragender Fachwerk-Südfassade und unter Satteldach. | 34372113 |                |
| Schuhstraße 53 52° 37′ 31″ N, 10° 4′ 54″ O                        | Wohnhaus                                            | Zweigeschossiger, traufständiger, schmaler Fachwerkbau unter Mansarddach. Straßenfassade mit drei Fensterachsen zwischen Doppelständern regelmäßig gegliedert. Geringe OG-Vorkragung mit profilierten Füllbrettern. Mittiges Zwerchhaus mit flachem Dreiecksgiebel und Kranausleger. Weiteres Zwerchhaus mit Ladeluke und Kranausleger hofseitig. Erdgeschossfassade mehrfach verändert. Grundriss teilweise verbunden mit Haus Markt 2. | 34372139 |                |
| Stechbahn 52° 37′ 26″ N, 10° 4′ 50″ O                             | Denkmal                                             | Einer Legende nach soll Herzog Otto V. (Braunschweig-Lüneburg) der Großmütige bei einem Turnier auf der Celler Stechbahn ums Leben gekommen sein. Ein Hufeisen im Pflaster kennzeichnet heute die Stelle, an der 1471 Herzog Otto V. verunglückt sein soll. | 37417764 |                |
| Stechbahn 2 52° 37′ 26″ N, 10° 4′ 54″ O                           | Wohnhaus                                            | Dreigeschossiger traufständiger Fachwerkbau unter Satteldach. Entstanden durch Um- und Zusammenbau zweier Einzelgebäude mit einer gemeinsamen zweifach vorkragenden Fassade. Westlicher Teil von vier Achsen ursprünglich giebelständig, mit erhaltenem Südgiebel. Hier größere Auskragung des zweiten OG. Untere Vorkragung mit profilierten Füllhölzern, oben Füllhölzer mit Zahnschnitt und Schuppenleiste, unterhalb der Traufe Zahnschnitt-Verzierung über die Baufuge durchlaufend. Mehrfache Umbauten, vor allem im EG. | 34372165 |                |
| Stechbahn 3 52° 37′ 26″ N, 10° 4′ 53″ O                           | Wohnhaus                                            | Zweigeschossiger giebelständiger Fachwerkbau unter Satteldach mit Giebelknauf. Fassade mit 6 Fensterachsen, dreifach vorkragend über geschnitzten Balken und viertelrunden Füllhölzern mit unterer Zahnschnittleiste, gefaste Schwellen, Fußwinkelhölzer. Außermittiger dreiachsiger Erker unter Pultdach im OG. EG mehrfach verändert. Seit 1965 gemeinsame Erschließung von Nr. 2 und 3 durch neu erbautes Treppenhaus. | 34372192 |                |
| Stechbahn 3 52° 37′ 26″ N, 10° 4′ 53″ O                           | Seitenflügel                                        | Zweigeschossiger Fachwerkbau unter Satteldach, an den hofseitigen Giebel des Vorderhauses anschließend. EG verändert. Errichtet wohl im 16. Jh. | 36309120 | BW             |
| Stechbahn 3 52° 37′ 26″ N, 10° 4′ 53″ O                           | Seitenflügel                                        | Zweigeschossiger Fachwerkbau unter Satteldach, als Verlängerung des vorderen Flügelbaus am Südgiebel anschließend. EG verändert. Knaggen mit Wulst und Kehle unter dem Traufüberstand der Dachbalken. Errichtet wohl im 16. Jh. | 36309138 | BW             |
| Stechbahn 4 52° 37′ 26″ N, 10° 4′ 53″ O                           | Wohnhaus                                            | Zweigeschossiger giebelständiger Fachwerkbau unter Satteldach. Fünfachsige Fassade, drei reich verzierte Vorkragungen, Ständer und Füllhölzer mit Beschlagwerk, Eierstab, Zahnschnitt, Fußwinkelhölzer mit Flachschnitzornamentik, Zierausfachungen. Kranbalken außermittig im Giebeldreieck, Giebelknauf mit Wetterfahne mit Hausmarke, Initialen und inschriftlicher Datierung „1693“. EG mehrfach und Giebeldreieck wohl Anfang des 20. Jh. verändert. | 34372218 | Weitere Bilder |
| Stechbahn 4 52° 37′ 26″ N, 10° 4′ 53″ O                           | Seitenflügel                                        | Zweigeschossiger Fachwerkbau unter Satteldach, an den hofseitigen Giebel anschließend. OG hofseitig teilweise auf profilierten Knaggen vorkragend. Zwerchhaus unter Schleppdach hofseitig. EG massiv ersetzt. | 36309166 | BW             |
| Stechbahn 5 52° 37′ 26″ N, 10° 4′ 52″ O                           | Wohn-/Geschäftshaus                                 | Dreigeschossiger giebelständiger Fachwerkbau unter Kreuzdach mit zwei großen etwa mittig angeordneten Zwerchhäusern an den Traufseiten des Hauptdaches. Fassade neun Fach breit, symmetrisches Fachwerkgerüst, wenige Fußstreben. Starke OG-Vorkragung mit zwei polygonalen Erkern mit Kupferdeckung. Eckständer mit ionischen, Erker mit gedrehten Säulchen verziert. Gebälkzonen mit umlaufender verzierter Verkleidung. Gebälkzonen im Giebeldreieck durch profilierte Bohlen verkleidet. Erbaut 1692-1695 für den Hofbeamten Landcassierer Peter Claren. EG um 1892 verändert. | 34372244 | Weitere Bilder |
| Stechbahn 5 52° 37′ 26″ N, 10° 4′ 52″ O                           | Seitenflügel                                        | Dreigeschossiger Fachwerkbau unter Flachdach, an den hofseitigen Giebel anschließend. Hofseitige Fassade mit halbhohen Streben. Vermutlich zeitgleich mit dem Vorderhaus errichtet. Zweites OG 1930 aufgestockt. | 36309255 | BW             |
| Stechbahn 5 52° 37′ 25″ N, 10° 4′ 53″ O                           | Seitenflügel                                        | Dreigeschossiger Fachwerkbau unter Flachdach, in Verlängerung des vorderen Seitenflügels an dessen Südgiebel angebaut. | 36309279 | BW             |
| Stechbahn 6 52° 37′ 26″ N, 10° 4′ 52″ O                           | Wohnhaus                                            | Dreigeschossiger traufständiger Fachwerkbau unter Satteldach mit überhöhten Zwerchhäusern mit durchgehendem First. Ursprünglich zweigeschossig, 1908 aufgestockt und Fassade völlig neu gestaltet mit vielfältigem historistischen Schnitzdekor. Zweites OG vorkragend. Mittiger zweigeschossiger Erker auf Figurenkonsolen. EG mehrfach verändert. Inschriftliche Datierung „ANNO 1497“ an der Schwelle des zweiten OG nachträglich verändert, ursprünglich „ANNO 1908“. | 34372270 |                |
| Stechbahn 6 52° 37′ 26″ N, 10° 4′ 52″ O                           | Seitenflügel                                        | Zweigeschossiger Fachwerkbau unter Satteldach, an die südliche Traufseite anschließend. Schlichtes Fachwerk ohne Vorkragungen, halbhohe Streben. | 36916187 | BW             |
| Stechbahn 6 52° 37′ 25″ N, 10° 4′ 52″ O                           | Seitenflügel                                        | Dreigeschossiger Fachwerkbau unter flach geneigtem Pultdach, als Verlängerung des vorderen Seitenflügels an dessen Südgiebel anschließend. Keine Vorkragungen, wandhohe Streben. Erbaut wohl im 19. Jh., 1923 Teilaufstockung und Ausbau des zweiten OG. | 36916232 | BW             |
| Stechbahn 7 52° 37′ 26″ N, 10° 4′ 52″ O                           | Wohnhaus                                            | Zweigeschossiger giebelständiger Fachwerkbau unter Mansarddach. Vierachsige Fassade mit Doppelständern und einseitigen Fußstreben, dreifach leicht vorkragend, Gebälkzonen mit profilierten Bohlen verkleidet, Giebelknauf. Hier nachträglich angebrachte Inschrift über der Tür in Schmuckkartusche. | 34372301 |                |
| Stechbahn 7 52° 37′ 25″ N, 10° 4′ 52″ O                           | Seitenflügel                                        | Zweigeschossiger Fachwerkbau unter Satteldach, an den hofseitigen Giebel des Vorderhauses anschließend. EG durch Hofüberdachung verdeckt, OG mit Fußstreben und unterschiedlich ausgebildeten Knaggen unter der Traufe. OG-Schwelle mit der ältesten in Celle erhaltenen Inschrift in lateinischer Sprache: „IHESUS MARIA, ANNO DOMINI M CCCC XCVII. DYT IS A-“. Südgiebel im EG massiv erneuert. | 36309328 | BW             |
| Stechbahn 8 52° 37′ 26″ N, 10° 4′ 51″ O                           | Wohnhaus                                            | Dreigeschossiger giebelständiger Fachwerkbau unter Satteldach. Regelmäßige fünfachsige Fassade über dem erneuerten EG stark, darüber dreifach leicht vorkragend mit verbretterten Gebälkzonen. Zweidrittelstreben an den Gebäudeecken. Hofseitig anschließender Seitenflügel als dreigeschossiger Fachwerkbau unter Satteldach; mit durchgehender östlicher Traufe vom Vorderhaus und geringerer Breite und Firsthöhe. Errichtet um 1800. 1956 durchgreifender Umbau als Teil der über fünf Parzellen reichenden Volksbank. | 34372326 |                |
| Stechbahn 8 52° 37′ 25″ N, 10° 4′ 51″ O                           | Seitenflügel                                        | Zweigeschossiger Fachwerkbau unter Satteldach. Südliche Verlängerung des dreigeschossigen nördlichen Flügelanbaus. Zwerchhaus in westlicher Dachfläche. Südgiebel teilweise massiv ersetzt. | 36916094 | BW             |
| Stechbahn 9 52° 37′ 26″ N, 10° 4′ 51″ O                           | Wohnhaus                                            | Dreigeschossiger giebelständiger Fachwerkbau unter Satteldach. Regelmäßige Straßenfassade vierfach vorkragend über geschnitzten Balkenköpfen und profilierten Füllhölzern. Doppelständer, Eckständer mit eingeschnittenen Säulen und traufseitigen Zweidrittelstreben. Inschrift an Giebelspitze. Errichtet um 1780. 1956 durchgreifender Umbau. | 34372351 |                |
| Stechbahn 10 52° 37′ 26″ N, 10° 4′ 50″ O                          | Wohnhaus                                            | Dreigeschossiger traufständiger Fachwerkbau unter Satteldach. Regelmäßige dreiachsige Straßenfassade zweifach vorkragend über profilierten Füllhölzern, eng stehende Ständer. Schmale Satteldachgaube in der straßenseitigen Dachfläche. Haustür mit Oberlicht zurückgesetzt, davor zwei Stufen. Errichtet um 1750. 1956 durchgreifender Umbau. | 34372376 |                |
| Stechbahn 11 52° 37′ 26″ N, 10° 4′ 50″ O                          | Hotel                                               | Dreigeschossiger, traufständiger Fachwerkbau unter Satteldach mit breitem mittigen Zwerchhaus. Zehnachsige Putzfassade mit aufwändigem neobarocken Fassadenstuck. Errichtet 1797 unter Einbeziehung zweier älterer Fachwerkbauten des 16. Jh. 1912 Fassadenneugestaltung nach Plänen von Otto Haesler. | 34372401 |                |
| Stechbahn 11 52° 37′ 25″ N, 10° 4′ 50″ O                          | Seitenflügel                                        | Viergeschossiger Fachwerkbau unter Flachdach. EG verputzt, darüber zwei Fachwerkgeschosse, jeweils mit Vorkragungen. Weitgehend verkleidet, Balkenköpfe über EG sichtbar. Oberstes Geschoß mit Pfannenbehang. Ostfassade im ersten OG in sichtbarem Fachwerk mit Zweidrittelstreben, darüber zwei Geschosse mit Pfannenbehang. Hofseitiger Eingang mit inschriftlicher Datierung „1657“ am Sturz. | 36309443 | BW             |
| Stechbahn 11 52° 37′ 25″ N, 10° 4′ 49″ O                          | Seitenflügel                                        | Viergeschossiger Bau unter Flachdach. Allseitig verkleidet, oberstes Geschoss mit Pfannenbehang. | 36309473 | BW             |
| Südwall 3 52° 37′ 18″ N, 10° 4′ 49″ O                             | Wohnhaus                                            | Traufständiges zweigeschossiges Backsteingebäude, unter ziegelgedecktem Satteldach. Mit Mittelrisalit und darüberliegendem Zwerchhaus mit Schwebegiebel straßenseitig. Straßenfassade in gelbem Backstein. Östliches Giebeldreieck in Fachwerk mit Backsteinausfachung. Erbaut 1882; angelehnt nördlich an die Stützmauer des mittelalterlichen Stadtwalls. 1895/96 Erweiterung und Neugestaltung der Zierfachwerkeingangsveranda. Bauzeitliche Fenster, Grundrisse, Treppe und Türen sowie Einfriedung mit gusseisernem Zaun erhalten. | 34372427 |                |
| Südwall 4B 52° 37′ 20″ N, 10° 4′ 52″ O                            | Wohnhaus                                            | Giebelständiges zweigeschossiges Fachwerkgebäude mit Backsteinausfachung, unter ziegelgedecktem Satteldach. Im Kern wohl aus dem 17. Jh., 1883 durchgreifend umgestaltet, dabei Errichtung einer neuen Fachwerkfassade in gleichmäßigem Fachwerk mit aussteifenden Andreaskreuzen und gründerzeitlicher Haustür. Auch in Inneren gründerzeitliche Ausstattung (Treppe und Türen) erhalten. | 34372454 |                |
| Südwall 4B 52° 37′ 20″ N, 10° 4′ 53″ O                            | Seitenflügel                                        | Zweigeschossiges Fachwerkgebäude mit Backsteinaufsachung, unter ziegelgedecktem Pultdach. Errichtet wohl zeitgleich wie das Hauptgebäude. | 36932930 | BW             |
| Südwall 5 52° 37′ 20″ N, 10° 4′ 54″ O                             | Wohn-/ Geschäftshaus                                | Dreigeschossiges Fachwerkgebäude mit Backsteinausfachung, unter ziegelgedecktem Satteldach. Mit Zwerchhaus zum Innenhof sowie einem auskragenden Laufgang (ehemals wohl zwei vorhanden). Errichtet im 18. Jh. direkt auf die Stützmauer des historischen südlichen Stadtwalles, hieraus Ende des 19. Jh. ein eingeschossiger Altan mit Durchfahrt und Terrasse entwickelt (die Wallmauer im Gebäude-Kern wohl erhalten). | 34372479 |                |
| Südwall 5 52° 37′ 20″ N, 10° 4′ 53″ O                             | Seitenflügel                                        | Zweigeschossiges Fachwerkgebäude mit Backsteinausfachung, unter ziegelgedecktem Walmdach. Im ersten OG ein zum Hof auskragender Laubengang, weiter Dachüberstand an der Traufe. Errichtet wohl zeitgleich wie das Vorderhaus. | 36943937 | BW             |
| Südwall 5 52° 37′ 20″ N, 10° 4′ 54″ O                             | Seitenflügel                                        | Zweigeschossiges Fachwerkgebäude mit Backsteinausfachung, unter ziegelgedecktem Walmdach. Im ersten OG ein zum Hof auskragender Laubengang, weiter Dachüberstand an der Traufe. Errichtet wohl zeitgleich wie das Vorderhaus. | 36944022 | BW             |
| Südwall 5 52° 37′ 20″ N, 10° 4′ 53″ O                             | Brunnen                                             | Runder Brunnen aus Sandsteinplatten mit quadratischem Brunnenpfeiler. | 37122684 |                |
| Südwall 5B 52° 37′ 20″ N, 10° 4′ 55″ O                            | Wohnhaus                                            | Giebelständiges zweigeschossiges Fachwerkgebäude mit Backsteinausfachung, unter ziegelgedecktem Satteldach. Errichtet wohl im 19. Jh. (Inschrift „vor 1670“ stammt von 1979). | 36348389 |                |
| Südwall 5 b 52° 37′ 21″ N, 10° 4′ 54″ O                           | Seitenflügel                                        | Zweigeschossiges Fachwerkgebäude mit Backsteinausfachung. Weite Auskragung des OG mit Zierknaggen. Errichtet im 17. Jh. als Seitenflügel von Großer Plan 6. | 36348406 | BW             |
| Südwall 10 a 52° 37′ 23″ N, 10° 5′ 4″ O                           | Hintergebäude                                       | Zweigeschossiges Fachwerkgebäude mit Backsteinausfachung, unter ziegelgedecktem Satteldach mit Zerchhaus. Errichtet um 1800 als Hinterhaus zu Bergstraße 41, mit breiter zum Südwall weisenden Fassade, hier traufständig. | 36814908 |                |
| Südwall 12 52° 37′ 23″ N, 10° 5′ 7″ O                             | Wohnhaus                                            | Zweigeschossiges Fachwerkgebäude mit Backsteinausfachung, unter ziegelgedecktem Satteldach. Errichtet im 18. Jh. als Hinterhaus von Bergstraße 30. Im Inneren historischer Grundriss und Reste barocker Ausstattung erhalten. | 36947179 |                |
| Südwall 17 52° 37′ 21″ N, 10° 5′ 6″ O                             | Wohnhaus                                            | Traufständiger eingeschossiger Backsteinbau mit Drempel, unter Satteldach in Ziegeldeckung. Mit jeweils einem Mittelrisalit mit Zwerchhaus an den Traufseiten. Rückfassade erscheint aufgrund der Hanglage zum Stadtgraben zweigeschossig. Segmentbogenförmige Öffnungen, Gesims über EG mit glasierten Ziegeln simuliert, auf Rückseite auch oberhalb des KG ein Gesimsband. Errichtet 1891 (a). | 36954534 |                |
| Südwall 18 52° 37′ 21″ N, 10° 5′ 5″ O                             | Wohnhaus                                            | Traufständiges anderthalbgeschossiges Massivgebäude, unter Satteldach in Ziegeldeckung. Mit dreiecksübergiebeltem straßenseitigem Risalit und darüberliegendem Zwerchhaus. Fassaden verputzt, mit großen rechteckigen Fensteröffnungen mit Putzrahmungen. Erbaut 1891 für Gerichtsvoigt Schumacher durch den Celler Architekten F. Wolter. Straßenseitige Vorgarteneinfriedung mit Sockel, Pfeilern und Ziergitter von 1899. | 36954701 |                |
| Südwall 19 52° 37′ 21″ N, 10° 5′ 4″ O                             | Wohnhaus                                            | Zweieinhalbgeschossiges Backsteingebäude, unter flachen Walmdächern in Ziegeldeckung. Fassaden in Sichtbackstein, Mittelteil überhöht, umlaufende Putzgesimse, segmentbogenförmige Fensteröffnungen, ausgeprägtes Zierkranzgesims. Der höhere Mittelteil errichtet 1891, 1894 Ergänzung des Westteils, Ostteil erst 1933 in heutigen Formen vervollständigt. Straßenseitige Vorgarteneinfriedung mit Sockel, Pfeilern und Ziergitter von 1905. | 36955633 |                |
| Südwall 20 52° 37′ 21″ N, 10° 5′ 3″ O                             | Wohnhaus                                            | Traufständiger zweigeschossiger Backsteinbau, unter ziegelgedecktem Satteldach. Fassaden backsteinsichtig mit aufwändigem Schmuck, im Osten übergiebelter Seitenrisalit, im Westen geschmückter Eingangsvorbau. Mit figürlichem und ornamentalem Fassaden-Graffito. Errichtet 1891 – 92. Bauzeitliche Haustür sowie im Inneren Treppenhaus, Türen und Schmuckdecken erhalten. | 36955795 |                |
| Südwall 21 52° 37′ 20″ N, 10° 5′ 1″ O                             | Wohnhaus                                            | Giebelständiger eingeschossiger Massivbau, unter ziegelgedecktem Satteldach. Im Westen traufseitig ein Eingangsrisalit. Fassaden verputzt mit Quaderimitation an den Ecken, Putzgesimsen und Putz-Fensterrahmungen; straßenseitig Schwebegiebel und Wetterhahn. Errichtet 1891. | 36955987 |                |
| Südwall 22 52° 37′ 20″ N, 10° 5′ 1″ O                             | Wohnhaus                                            | Traufständiger zweigeschossiger Massivbau, unter Satteldach in Ziegeldeckung. Mit Zierputzfassaden, Putzgesimsen und Putz-Fensterrahmungen. Erbaut 1894 (i). | 36975854 |                |
| Südwall 23 52° 37′ 20″ N, 10° 4′ 59″ O                            | Wohnhaus                                            | Zweigeschossiger Backsteinbau unter Walmdach in Ziegeldeckung. Fassaden backsteinsichtig, mit Putzgesimsen und gerahmten rechteckigen Fensteröffnungen. Erbaut 1894 – 96. Bauzeitliche Haustür und im Inneren vielfältige bauzeitliche Ausstattung erhalten. | 36956716 |                |
| Südwall 23 a 52° 37′ 20″ N, 10° 4′ 59″ O                          | Wohnhaus                                            | Traufständiges zweigeschossiges Massivgebäude mit Putzfassaden, unter ziegelgedecktem Satteldach. Straßenseitig mit großem Risalit unter Mansarddach in Ziegeldeckung, hieran ostseitig im EG polygonaler Erker. Erbaut 1910. Im Inneren bauzeitliche Ausstattung erhalten. | 36976507 |                |
| Südwall 23 b 52° 37′ 20″ N, 10° 4′ 59″ O                          | Kanalanlage                                         | Beginnend am hinteren Seitenflügel von Robert-Meyer-Platz 1, unter bzw. zwischen Südwall 6 und 7 entlang unter Straße Südwall und unter Südwall 23b hinunter zum Stadtgraben. Gesamtlänge circa 74 Meter. | 39336572 |                |
| Südwall 24 52° 37′ 20″ N, 10° 4′ 58″ O                            | Wohnhaus                                            | Traufständiger zweigeschossiger Massivbau, unter Satteldach mit Ziegeldeckung. Straßenseitig Mittelrisalit mit über die Traufe reichendem Giebel unter eigenem Satteldach. Fassaden verputzt mit Stuckdekor. Erbaut 1895. | 36976543 |                |
| Südwall 25 52° 37′ 20″ N, 10° 4′ 57″ O                            | Wohnhaus                                            | Traufständiges zweigeschossiges Massivgebäude, unter ziegelgedecktem Satteldach. Mit straßenseitigem Mittelrisalit mit über die Traufe reichendem Giebel unter eigenem Krüppelwalmdach. Fassaden verputzt mit ornamntalem Stuckdekor. Erbaut 1901. Bauzeitliche Haustür und teilweise auch Ausstattung erhalten. | 36976574 |                |
| Südwall 26 52° 37′ 19″ N, 10° 4′ 56″ O                            | Wohnhaus                                            | Traufständiger zweigeschossiger Backsteinbau, unter ziegelgedecktem Satteldach. Straßenseitig mit einem schmalen Risalit ostseitig mit über die Traufe reichendem Giebell unter eigenem Satteldach, sowie einem den Eingangsbereich betonenden Mittelrisalit mit Treppenhauswimperg. Erbaut 1905. Bauzeitliche Haustür sowie reichhaltige Ausstattung erhalten. | 36976675 |                |
| Südwall 27 52° 37′ 19″ N, 10° 4′ 55″ O                            | Wohnhaus                                            | Zweigeschossiger Backsteinbau, unter ziegelgedeckten Satteldächern. Im Westen ein risalitarig anmutender giebelständiger Teil, der sich von Norden nach Süden durch das Gebäude zieht, der Ostteil schmaler und traufständig. Backsteinsichtige Fassaden mit segmentbogenförmigen Öffnungen. Erbaut 1890, 1910 östlicher Teil erhöht von anderthalb auf zwei Geschosse. | 36976778 |                |
| Südwall 30 52° 37′ 18″ N, 10° 4′ 52″ O                            | Wohnhaus                                            | Zweigeschossiger Massivbau unter ziegelgedecktem Zeltdach. Fassaden und Dachlandschaft vielfältig und bewegt gegliedert durch reich verzierte Werkstein- und Putzfassaden, Zierfachwerk im Obergeschoss, Giebel, Erker und Dachgauben. Zwei besonders hervogehobene Eingänge in Nord- und Ostfassade. Erbaut 1906 – 07. Bauzeitliche Türen und teilweise Ausstattung erhalten, ebenso Rest der zetgenössischen Einfriedung. | 34381007 |                |
| Südwall 31 a 52° 37′ 18″ N, 10° 4′ 51″ O                          | Wohnhaus                                            | Traufständiger zweigeschossiger Massivbau, unter ziegelgedecktem Satteldach. Mit Putzfassaden und längsrechteckigen Fensteröffnungen mit Fensterläden. Erbaut 1921 – 22. Bauzeitliche Haustür, Fenster und Fensterläden erhalten, im Inneren auch Treppen und Türen. | 36977260 |                |
| Südwall 32 52° 37′ 18″ N, 10° 4′ 50″ O                            | Wohnhaus                                            | Traufständiger zweigeschossiger Fachwerkbau mit Backsteinausfachung, unter ziegelgedecktem Satteldach. Straßenseitig eine vorgeblendete historistische Putzfassade mit Mittelrisalit. Errichtet 1883. | 36977315 |                |
| Südwall 32 52° 37′ 17″ N, 10° 4′ 50″ O                            | Seitenflügel                                        | Dreigeschossiger Fachwerkbau mit Backsteinausfachung, unter ziegelgedecktem Satteldach. Fassaden teilweise verputzt. Errichtet wohl im 19. Jh. als Tischlerwerkstatt, ursprünglich freistehend. Im Inneren zeitgenössische Treppe und Türen erhalten. | 36977368 | BW             |
| Südwall 32 a 52° 37′ 18″ N, 10° 4′ 49″ O                          | Wohnhaus                                            | Zweigeschossiger Massivbau unter ziegelgedecktem flachem Zeltdach. Reich verzierte Putzfassaden mit Balkonen, Gesimsen, Fenstereinfassungen und aufwändiger Attikagestaltung. Erbaut 1894, 1914 Umbau. Zeitgenössische Ausstattung erhalten. | 34381033 |                |
| Südwall 33 52° 37′ 17″ N, 10° 4′ 48″ O                            | Wohnhaus                                            | Eingeschossiger Massivbau unter flachen ziegelgedeckten Dächern. Mit hohem Putzsockel, Putzfassaden und zahlreichen Schmuckformen und Verzierungen. Erbaut 1884 (i), südlicher Terrassenanbau von 1891. Bauzeitliche Haustür erhalten. | 34381059 |                |
| Weißer Wall 4 52° 37′ 33″ N, 10° 4′ 50″ O                         | Stall                                               | Giebelständiger zweigeschossiger Backsteinbau, unter ziegelgedecktem Satteldach. Straßenfassade mit Ziersetzungen in gelben Backsteinen, Akzentuierung des Ortgangs, zwei Sandsteinmedaillons („Anno / 1895“); rund- und segmentbogige Öffnungen. Erbaut 1895 als Rindviehstall. Nach Süden rückwärtig anschließend schmaler, langer Anbau aus gelbem Backsteinmauerwerk mit roten Ziersetzungen, ebenfalls unter ziegelgedecktem Satteldach. Dieser zeitgleich erbaut wie das Vorderhaus als Pferdestall mit Kammern. Die 1895 errichtete Anlage diente als Stall mit Kornspeicher für den Brennereibesitzer Wilhelm Horstmann. Bis in die 1950er Jahre in Nutzung der Brennerei. | 34372741 |                |
| Weißer Wall 4 52° 37′ 32″ N, 10° 4′ 50″ O                         | Brunnen                                             | Brunnen aus vier Sandsteinplatten, davon die vordere mit der Inschrift: „H.B.R,A.E.B / AO 1728“. Steht am Standort des ehemaligen Brunnenhäuschens. | 36272148 | BW             |
| Weißer Wall 6 52° 37′ 33″ N, 10° 4′ 49″ O                         | Wohnhaus                                            | Traufständiger weigeschossiger Fachwerkbau unter ziegelgedecktem Satteldach, mit je dreiachsigem Zwerchhaus straßen- und rückseitig. OG über Balken und Füllhölzern vorkragend. Im Inneren historischer Gewölbekeller erhalten. Errichtet um 1700. | 34372792 |                |
| Westcellertorstraße 52° 37′ 20″ N, 10° 4′ 48″ O                   | Brunnen                                             | Rundes Brunnenbecken aus gekrümmten Sandsteinplatten. Errichtet 1983 (i) auf einem wiederentdeckten historischen Brunnenschacht. Das heutige Brunnenbecken bildete früher den unterirdischen Schacht eines Brunnens. Der Brunnenpfeiler stammt aus der Blumlage. | 36987667 |                |
| Westcellertorstraße 1 52° 37′ 20″ N, 10° 4′ 50″ O                 | Wohn- /Geschäftshaus                                | Dreigeschossiger Fachwerkbau, unter Mansarddach in Ziegeldeckung. Fassaden verputzt. Im Kernbau ein zweigeschossiger Fachwerkbau des 17. Jh., 1907/08 für das Putz- und Modewaren-Geschäft Georg Frohn umgebaut und aufgestockt. Dabei Vorblendung einer Jugendstilfassade. | 34372822 |                |
| Westcellertorstraße 1 52° 37′ 19″ N, 10° 4′ 50″ O                 | Hinterhaus                                          | Zweigeschossiges Fachwerkgebäude mit Backsteinausfachung, unter ziegelgedecktem Satteldach. Errichtet in erster Hälfte 17. Jh. | 36789934 | BW             |
| Westcellertorstraße 2 52° 37′ 19″ N, 10° 4′ 49″ O                 | Wohnhaus                                            | Giebelständiges zweigeschossiges Fachwerkgebäude mit Backsteinausfachung, unter ziegelgedecktem Satteldach. Fachwerk mit Fußstreben, straßenseitig drei Vorkragungen. Östlich zweigeschossige Utlucht mit gleicher Fachwerkgestaltung. Errichtet in erster Hälfte 17. Jh. Im Inneren Kellergewölbe und ab dem ersten OG auch historische Grundrisse erhalten. | 34372848 |                |
| Westcellertorstraße 2 52° 37′ 19″ N, 10° 4′ 49″ O                 | Seitenflügel                                        | Dreigeschossiges Fachwerkgebäude mit Backsteinausfachung, unter ziegelgedecktem Satteldach. Errichtet wohl zeitgleich mit dem Vorderhaus. Im EG barocke Fenster und in den OG historische Grundrisse erhalten. | 36789540 | BW             |
| Westcellertorstraße 3 52° 37′ 20″ N, 10° 4′ 49″ O                 | Wohnhaus                                            | Traufständiges dreigeschossiges Fachwerkgebäude mit Backsteinausfachungen, unter ziegelgedecktem Satteldach. Mit breitem Zwerchhaus straßenseitig. Fachwerk mit Fußwinkelhölzern, straßenseitig viermal vorkragend, im Giebel des Zwerchhauses Ladeluke und Lastkran erhalten. Errichtet um 1700, später zusammengefasst mit dem westlich anschließenden Nachbarhaus mit gemeinsamem historischem Treppenhaus. Im Inneren Kellergewölbe und historische Ausstattung erhalten. | 34372874 |                |
| Westcellertorstraße 3 (A) 52° 37′ 19″ N, 10° 4′ 49″ O             | Wohn-/Geschäftshaus                                 | Traufständiges dreigeschossiges Fachwerkgebäude mit Backsteinausfachungen, unter ziegelgedecktem Satteldach. Mit Zwerchhaus straßenseitig. Fachwerk mit Fußwinkelhölzern, straßenseitig viermal vorkragend, im Giebel des Zwerchhauses Lastkran erhalten. Errichtet um 1700, später zusammengefasst mit dem östlich anschließenden Nachbarhaus mit gemeinsamem historischem Treppenhaus. Im Inneren Gewölbekeller und historische Ausstattung erhalten. | 36836233 |                |
| Westcellertorstraße 3 52° 37′ 19″ N, 10° 4′ 49″ O                 | Seitenflügel                                        | Langgestrecktes eingeschossiges Fachwerkgebäude mit Backsteinausfachung, unter ziegelgedecktem Pultdach. Errichtet um 1700. Barocke Fenster und im Inneren alte Türen und offene Feuerstelle mit großem Mantel-Schornstein erhalten. | 36789126 | BW             |
| Westcellertorstraße 3 52° 37′ 19″ N, 10° 4′ 49″ O                 | Hinterhaus                                          | Zweigeschossiges Fachwerkgebäude mit Backsteinausfachung, unter ziegelgedecktem Satteldach. Mit Lastgaube hofseitig. Errichtet im 17. Jh., dabei ursprünglich angelehnt an die Stützmauer des mittelalterlichen Stadtwalls. Barockfenster teilweise erhalten. | 36789172 | BW             |
| Westcellertorstraße 4 52° 37′ 19″ N, 10° 4′ 48″ O                 | Wohnhaus                                            | Traufständiges dreigeschossiges Fachwerkgebäude mit Backsteinausfachung, unter ziegelgedecktem Satteldach. Mit Zwerchhaus straßenseitig. Fachwerk mit Fußbändern und zwei Vorkragunden; Lastaufzug im Zwerchhaus. Errichtet im 18. Jh. Im Inneren Gewölbekeller und ab erstem OG auch historische Grundrissstrukturen erhalten. | 34372900 |                |
| Westcellertorstraße 4 52° 37′ 19″ N, 10° 4′ 48″ O                 | Seitenflügel                                        | Zweigeschossiges Fachwerkgebäude mit Backsteinausfachung, unter ziegelgedecktem Pultdach. Fachwerk mit Vorkragung des OG. Errichtet wohl zeigleich mit dem Vorderhaus. | 36979679 | BW             |
| Westcellertorstraße 5 52° 37′ 19″ N, 10° 4′ 48″ O                 | Wohnhaus                                            | Traufständiges dreigeschossiges Fachwerkgebäude mit Backsteinausfachung, unter ziegelgedecktem Satteldach. Fachwerk mit Fußstreben, straßenseitig zweifach vorkragend. Errichtet im 18. Jh. Im Inneren Gewölbekeller und weitere Ausstattung erhalten. | 34372927 |                |
| Westcellertorstraße 5 52° 37′ 19″ N, 10° 4′ 48″ O                 | Seitenflügel                                        | Zweigeschossiges Fachwerkgebäude mit Backsteinausfachung, unter ziegelgedecktem Mansarddach. Fachwerk hofseitig vorkragend. Errichtet um 1800. | 36979966 | BW             |
| Westcellertorstraße 17 52° 37′ 20″ N, 10° 4′ 48″ O                | Geschäftshaus                                       | Traufständiger dreigeschossiger Bau unter Satteldach in Ziegeldeckung. Im EG als Stahlbetonkonstruktion, im OG Fachwerk mit Backsteinausfachung, dabei Fachwerk mit Fußwinkelhölzern, zwei Vorkragungen, untere Schwelle mit Laubstabverzierung, Eckpfosten mit floralen Verzierungen. Linker Gebäudeteil zweigeschossig ausgeführt, vier Gefache breit. Errichtet 1964 anstelle von zwei Fachwerkhäusern (Nr. 16 – 17) als modernes Geschäftshaus unter Einbeziehung alter Bauteile. | 34372978 |                |
| Westcellertorstraße 18 52° 37′ 20″ N, 10° 4′ 49″ O                | Geschäftshaus                                       | Traufständiger dreigeschossiger Bau unter Satteldach in Ziegeldeckung. Im EG als Stahlbetonkonstruktion, im OG Fachwerk mit Backsteinausfachung, dabei Fachwerk mit Fußwinkelhölzern, zwei Vorkragungen, Füllhölzer mit Zahnschnitt und Klötzchenfries, drei Gefache breit. Errichtet 1964 anstelle von eines älteren Vorgängerbaus als modernes Geschäftshaus unter Einbeziehung alter Bauteile. | 34373028 |                |
| Westcellertorstraße 19 52° 37′ 20″ N, 10° 4′ 49″ O                | Wohnhaus                                            | Traufständiger zweigeschossiger Fachwerkbau mit Backsteinausfachung, unter ziegelgedecktem Satteldach. Fachwerk mit halbhohen Streben, im OG vorkragend über kräftigen Balkenköpfen, dazwischen viertelrunde Füllhölzer, keine Verzierungen an Schwellen. Errichtet um 1700. Schaufenstergestaltung von 1904 mit profilierten Holzständern mit Diamantmotiv. | 34373057 |                |
| Westcellertorstraße 19 52° 37′ 20″ N, 10° 4′ 49″ O                | Seitenflügel                                        | Zweigeschossiger Fachwerkbau, unter Flachdach mit Dachterrasse. Fachwerk im OG vorkragend, engstehende Ständer. 1886 Abriss des nördlichen Teils (etwa zwei Drittel) bei Grundstücksverkauf. | 36755776 | BW             |
| Zöllnerstraße 52° 37′ 29″ N, 10° 5′ 7″ O                          | Brunnen                                             | Unterirdisches Brunnenbecken aus gekrümmten Sandsteinplatten. Erbaut im 16. Jh. Historische Stelle eines Zuckbrunnens, wieder entdeckt 1984 bei Straßenbauarbeiten. Neugestaltung in der Fußgängerzone mit modernem Aufsatz aus Schmiedeeisen. | 36987826 |                |
| Zöllnerstraße 52° 37′ 27″ N, 10° 4′ 56″ O                         | Brunnen                                             | Rundes Brunnenbecken aus gekrümmten Sandsteinplatten von 1695 (i); in der Mitte kleiner achteckiger Brunnenpfosten. Errichtet 1977 im Zuge der Einrichtung der Fußgängerzone, gegenüber einem historischen Straßenbrunnen. Das heutige Brunnenbecken bildete früher den unterirdischen Schacht. | 36987747 |                |
| Zöllnerstraße 1 52° 37′ 27″ N, 10° 4′ 57″ O                       | Wohnhaus                                            | Giebelständiger zweigeschossiger Fachwerkbau mit Backsteinausfachung, unter ziegelgedecktem Satteldach. Fachwerwerk mit neun Achsen in der Straßenfassade, vereinzelt Fußbänder. Errichtet um 1700. | 34373085 |                |
| Zöllnerstraße 1 52° 37′ 28″ N, 10° 4′ 57″ O                       | Seitenflügel                                        | Dreigeschossiger Fachwerkbau mit Backsteinausfachung, unter ziegelgedecktem Dach. Fachwerk inhomogen mit Streben. Zwerchhaus mit Ladeluke. Errichtet um 1800. | 36206256 | BW             |
| Zöllnerstraße 1 52° 37′ 28″ N, 10° 4′ 57″ O                       | Hinterhaus                                          | Dreigeschossiger Fachwerkbau, über winkelförmigem Grundriss, unter ziegelgedecktem Dach. Fachwerk zweifach auskragend über kleinen Knaggen, inhomogene Konstruktion. Fenster mit Kämpfer und Flügel erhalten wie auch eine Ladeluke. Errichtet um 1800. | 36267078 | BW             |
| Zöllnerstraße 2 52° 37′ 27″ N, 10° 4′ 58″ O                       | Wohn-/ Geschäftshaus                                | Giebelständiger zweigeschossiger Fachwerkbau mit Backsteinausfachung, unter ziegelgedecktem Satteldach. Fachwerk mit Fußwinkelhölzern, straßenseitig vierfach vorkragend über Knaggen. Errichtet 1956 unter Verwendung der Formensprache des ehemaligen Seitenflügels (der Zeit um 1700). | 34373110 | Weitere Bilder |
| Zöllnerstraße 3 52° 37′ 28″ N, 10° 4′ 58″ O                       | Wohnhaus                                            | Giebelständiger zweigeschossiger Fachwerkbau mit Backsteinausfachung, unter ziegelgedecktem Satteldach. Fachwerk straßenseitig gleichmäßig, im Giebel mit Fußwinkelhölzern, vierfach über Knaggen vorkragend. Schwelle mit Perlstab, Füllholz mit Schuppenornament und Zahnschnitt. Schwelle über dem ersten DG mit Konsolenfries, darüber Schwelle mit Rundbogen auf Füllhölzern, Firstständer. Zahlreiche Inschriften. Errichtet 1636 (i). Im Inneren Gewölbekeller und historische Ausstattung (Treppe, Türen, Boden) erhalten. | 34373136 |                |
| Zöllnerstraße 3 52° 37′ 28″ N, 10° 4′ 57″ O                       | Seitenflügel                                        | Zweigeschossiger Fachwerkbau mit Backsteinausfachung, unter ziegelgedecktem Satteldach. OG weit vorkragend mit Inschrift auf der Schwelle; Zwerchhaus mit Lastenluke erhalten. Errichtet 1618 (i). | 36267208 | BW             |
| Zöllnerstraße 3 52° 37′ 28″ N, 10° 4′ 58″ O                       | Hinterhaus                                          | Zweigeschossiger Fachwerkbau mit Backsteinausfachung, unter ziegelgedecktem Satteldach. Im Inneren teilweise Kopfbänder erhalten. Errichtet um 1800. | 36267306 | BW             |
| Zöllnerstraße 4 52° 37′ 28″ N, 10° 4′ 58″ O                       | Wohn-/ Geschäftshaus                                | Giebelständiger zweigeschossiger Backsteinbau, verputzt, unter ziegelgedecktem Satteldach, nach Norden abgewalmt mit Krüppelwalm. Fassade gegliedert durch Gesimse und Fensterrahmungen mit stilisierten Kämpfer- und Schlusssteinen, im Giebeldreieck eine spitzbogige Öffnung. Dach vorkragend über Flugsparren mit Konsolen, mit durchbrochenen Schnitzereien, spitzbogig abschließend verziert. Erbaut 1901 (a). | 34373161 |                |
| Zöllnerstraße 5 52° 37′ 28″ N, 10° 4′ 59″ O                       | Wohnhaus                                            | Giebelständiger zweigeschossiger Fachwerkbau mit Backsteinausfachung, unter ziegelgedecktem Satteldach. Fachwerk sechs Gefache breit, straßenseitig dreifach vorkragend über kräftigen Knaggen, gekehlt, querprofiliert. Schwelle mit rechtsgängigem Laubstab um beästete Ranke, Füllhölzer mit Zahnschnitt; Fußwinkelhölzer; Eckständer mit verkröpften Taustab. Im Giebeldreieck Ladeluke erhalten, darüber Giebelspitze mit Knauf und Lastenausleger. Errichtet um 1550. Im Inneren Gewölbekeller erhalten. | 34373186 |                |
| Zöllnerstraße 5 52° 37′ 28″ N, 10° 4′ 58″ O                       | Seitenflügel                                        | Zweigeschossiger Bau aus Fachwerk mit Backsteinausfachung, unter ziegelgedecktem Satteldach. Errichtet vermutlich im Zusammenhang mit dem Vorderhaus. | 36267649 | BW             |
| Zöllnerstraße 6 52° 37′ 28″ N, 10° 4′ 59″ O                       | Wohnhaus                                            | Giebelständiges, zweigeschossiges Fachwerkhaus mit Backsteinausfachung, unter ziegelgedecktem Satteldach. Fachwerk mit fünf Gefachen, dreifach vorkragend, Erker, reiches Dekor und Schnitzwerk, darunter Dreiviertelsäulen mit Kompositkapitellen auf Postament mit Akanthusblättern, Diamantquader, Beschlagwerkformen in Flachschnitzerei, Pilaster, Löwenkopfkonsolen, Füllhölzer mit Perlstab, Zahnschnitt, Treppe mit Korkenzieherbalustern, Giebelknauf, Inschriften, errichtet 1602 (i). | 34373215 | Weitere Bilder |
| Zöllnerstraße 6 52° 37′ 28″ N, 10° 4′ 59″ O                       | Seitenflügel                                        | Zweigeschossiger Fachwerkbau mit Backsteinausfachung, unter ziegelgedecktem Satteldach. OG mit weiter Vorkragung über Knaggen als profilierte Hohlkehle, Fachwerk mit Fußwinkelhölzern. Unterkellert. Errichtet vermutlich im Zusammenhang mit dem Vorderhaus. | 36267682 | BW             |
| Zöllnerstraße 6 52° 37′ 29″ N, 10° 4′ 59″ O                       | Seitenflügel                                        | Zweigeschossiger Fachwerkbau unter ziegelgedecktem Satteldach. Mit niedrigem ersten OG; Fachwerk mit Fußbändern und kräftigen Balkenköpfen. Errichtet im 17. Jh. | 36267699 | BW             |
| Zöllnerstraße 6 52° 37′ 29″ N, 10° 4′ 59″ O                       | Hinterhaus                                          | Zweigeschossiger Bau, im EG massiv in Backsteinmauerwerk, im OG Fachwerk mit Backsteinausfachung. Unter ziegelgedecktem Satteldach. Fachwerk tw. mit Fußwinkelhölzern und Fußstreben. Errichtet im 19. Jh. | 36267720 | BW             |
| Zöllnerstraße 7 52° 37′ 28″ N, 10° 5′ 0″ O                        | Wohnhaus                                            | Giebelständiger zweigeschossiger Fachwerkbau mit Backsteinausfachung, unter ziegelgedecktem Satteldach. Fachwerk straßenseitig dreifach vorkragend; Schwelle mit Perlstab, profiliertes Füllholz. Giebelspitze mit Knauf. Errichtet um 1700. | 34373244 |                |
| Zöllnerstraße 7 52° 37′ 29″ N, 10° 4′ 59″ O                       | Seitenflügel                                        | Zweigeschossiger Fachwerkbau mit Backsteinausfachung, unter ziegelgedecktem Satteldach. Fachwerk 13 Gefache lang, OG auskragend, vereinzelt Fußbänder; im rückwärtigen Bereich mit kräftigen Balkenköpfen und gebogener Schwelle. Errichtet erstes Viertel 18. Jh. | 36268672 | BW             |
| Zöllnerstraße 8 52° 37′ 28″ N, 10° 5′ 0″ O                        | Wohnhaus                                            | Giebelständiger zweigeschossiger Fachwerkbau mit Backsteinausfachung, unter ziegelgedecktem Satteldach. Fachwerk mit Fußbändern, straßenseitig dreifach vorkragend. Im Giebeldreieck ein Ausleger mit kleiner Luke. Errichtet 1659 (i). Im Inneren Gewölbekeller und barocke Türen erhalten. | 34373269 |                |
| Zöllnerstraße 9 52° 37′ 28″ N, 10° 5′ 0″ O                        | Wohnhaus                                            | Giebelständiger dreigeschossiger Fachwerkbau mit Backsteinausfachung, unter Satteldach in Ziegeldeckung. In Ecklage zur Rabengasse. Giebelseite vierfach vorkragend, fünf Gefache breit. Balkenköpfe an allen Vorkragungen, mehrfach profiliert. Eckpfosten mit eingeschnittenen Säulen. Traufseite 14 Gefache lang, Fachwerk hier mit K-Streben und Fußbändern. Errichtet in erster Hälfte 17. Jh. Dazu gehört ein vier Gefache langer Seitenflügel in gleichen Formen entlang der Rabengasse; Fachwerk hier mit Fußstreben. | 34373294 |                |
| Zöllnerstraße 11 52° 37′ 28″ N, 10° 5′ 1″ O                       | Wohnhaus                                            | Giebelständiger zweigeschossiger Fachwerkbau, unter Satteldach in Ziegeldeckung. Fachwerk fünf breit, zweifach vorkragend über Deckenbalken, darüber breiter dreifach verspringender Treppenfries, ehemals mit Inschrift. Errichtet um 1600. | 34373323 | Weitere Bilder |
| Zöllnerstraße 11 52° 37′ 29″ N, 10° 5′ 1″ O                       | Seitenflügel                                        | Zweigeschossiger Fachwerkbau unter ziegelgedecktem Satteldach. Fachwerk mit breiter gefaster Schwelle und steilen Fußhölzern. Errichtet 1674 (i). | 36268901 | BW             |
| Zöllnerstraße 12 52° 37′ 28″ N, 10° 5′ 2″ O                       | Wohnhaus                                            | Schmaler traufständiger dreigeschossiger Fachwerkbau. Fachwerk nur zwei Gefache breit, mit Fußwinkelhölzern. Errichtet um 1680. | 34373348 |                |
| Zöllnerstraße 13 52° 37′ 28″ N, 10° 5′ 2″ O                       | Wohn-/ Geschäftshaus                                | Traufständiger dreigeschossiger Fachwerkbau, unter ziegelgedecktem Satteldach. Mit Zwerchhaus straßenseitig. Fachwerk schlicht, zweifach schwach vorkragend. Errichtet um 1700. | 34373373 |                |
| Zöllnerstraße 14 52° 37′ 28″ N, 10° 5′ 2″ O                       | Wohnhaus                                            | Traufständiger zweigeschossiger Fachwerkbau, unter ziegelgedecktem Satteldach. Mit zweiachsigem Zwerchhaus straßenseitig. Fachwerk vier Gefache breit, mit Fußbändern; Vorkragungen über Balkenköpfen, dazwischen Füllhölzer; breite Schwelle mit Inschrift; eingeschnittene Eckpfosten: kannelierte Säulen auf Postament. Errichtet 1640 (i). | 34373399 |                |
| Zöllnerstraße 14 52° 37′ 29″ N, 10° 5′ 2″ O                       | Seitenflügel                                        | Zweigeschossiger Fachwerkbau, unter ziegelgedecktem Satteldach. Errichtet im 19. Jh. | 36269154 | BW             |
| Zöllnerstraße 14 52° 37′ 29″ N, 10° 5′ 2″ O                       | Hinterhaus                                          | Zweigeschossiger Fachwerkbau, unter Satteldach in Ziegeldeckung. Im Innern teilweise Kopfbänder erhalten. Errichtet im 19. Jh. | 36269126 | BW             |
| Zöllnerstraße 15 52° 37′ 28″ N, 10° 5′ 3″ O                       | Wohnhaus                                            | Traufständiges zweigeschossiges Fachwerkgebäude mit Backsteinausfachung, unter ziegelgedecktem Satteldach. Mit breitem Zwerchhaus straßenseitig. Fachwerk mit drei Vorkragungen über profilierten Balkenköpfen. Schwelle mit Zahnschnittfries, Füllhölzer mit Zahnschnitt. Eckpfosten besonders hervorgearbeitet. An Traufenschwelle Fußbretter mit Perlstab, Konsolenfries, Zahnschnitt. Reichhaltige Beschlagwerkornamentik. Errichtet 1629 (i). | 34373428 |                |
| Zöllnerstraße 16 52° 37′ 28″ N, 10° 5′ 3″ O                       | Wohnhaus                                            | Giebelständiger zweigeschossiger Fachwerkbau mit Backsteinausfachung, unter ziegelgedecktem Satteldach. Gleichmäßiges Fachwerk, straßenseitig dreifach vorkragend über geschnitzten Konsolen; Schwelle und Füllhölzer mit Zahnschnitt, Rähm und Füllhölzer mit Konsolenfries. Mit Beschlagwerk und teilweise auch Knorpelwerk als Flachschnitzerei. Schwelle im Giebel mit Perlstab, Füllholz mit Zahnschnitt und Konsolenfries. Errichtet 1629 (i). | 34373457 |                |
| Zöllnerstraße 17 52° 37′ 29″ N, 10° 5′ 3″ O                       | Wohnhaus                                            | Giebelständiger zweigeschossiger Fachwerkbau mit Backsteinausfachung, unter ziegelgedecktem Satteldach. Fachwerk straßenseitig zweifach vorkragend mit breiten Fußbändern. Schwelle auf Konsolen mit Zahnschnitt, einfach gekehlt. Eckpfosten mit eingeschnittenen Säulen auf Beschlagwerkpostament. Schwelle des DG ebenfalls gekehlt. Errichtet 1611 (i). | 34373486 |                |
| Zöllnerstraße 17 52° 37′ 29″ N, 10° 5′ 3″ O                       | Gewölbekeller                                       | Kleiner Gewölbekeller unter dem rückwärtig an das Vorderhaus von 1611 (i) anschließenden Seitenflügel. Kellergrundriss etwa quadratisch mit 3 m × 3 m Seitenlänge; Zugang (modern) über die südliche Stirnwand; Seitenwände und Segmentbogengewölbe aus Backsteinmauerwerk. In den Stirnwänden nach Norden und Süden mehrere Nischen, teilweise zugesetzt. Erbaut wahrscheinlich für den Seitenflügel (Fachwerkbau des 16. Jh.) oder sogar schon für einen älteren, mittelalterlichen Vorgängerbau. | 45255555 | BW             |
| Zöllnerstraße 18 52° 37′ 29″ N, 10° 5′ 4″ O                       | Wohnhaus                                            | Giebelständiger eingeschossiger Fachwerkbau mit Backsteinausfachung, unter ziegelgedecktem Satteldach. Fachwerk mit Fußwinkelhölzern, straßenseitiger Giebel dreifach vorkragend über profilierten Balkenköpfen; gefaste Schwelle, halbrunde Füllhölzer. Errichtet um 1640. | 34373515 |                |
| Zöllnerstraße 19 52° 37′ 29″ N, 10° 5′ 4″ O                       | Wohnhaus                                            | Giebelständiger zweigeschossiger Fachwerkbau mit Backsteinausfachung, unter ziegelgedecktem Satteldach. Errichtet 1683 (i). Mit straßenseitig massiv erneuerter Fassade von 1900 (i): Eingang mit Eckpilastern, Schmuckgesimse, Quaderimitationen an den Ecken, Fensterrahmungen, Konsolen, Traufvoluten, Ortgangschmuck. Giebelfeld zweifach vorgekragt. Wappentafel erinnert an den Kernbau und den Umbau von 1900. Im Inneren Keller mit Kreuzgratgewölben und vielfache Ausstattung erhalten. | 34373545 |                |
| Zöllnerstraße 19 52° 37′ 29″ N, 10° 5′ 4″ O                       | Hinterhaus                                          | Sehr schmales zweigeschossiges Fachwerkgebäude mit Backsteinausfachung, unter ziegelgedecktem Satteldach. Errichtet um 1800. | 36270797 | BW             |
| Zöllnerstraße 21 52° 37′ 29″ N, 10° 5′ 5″ O                       | Wohn-/Geschäftshaus                                 | Giebelständiger zweigeschossiger Fachwerkbau mit Backsteinausfachung, unter Satteldach in Ziegeldeckung. Fachwerk vierachsig, dreifach vorkragend. Schwelle mit Perlstäben, mittig mit Schuppenwerk, runde Füllhölzer, Inschrift auf der Schwelle. Errichtet 1620 (i). | 34373600 |                |
| Zöllnerstraße 21 52° 37′ 29″ N, 10° 5′ 5″ O                       | Seitenflügel                                        | Zweigeschossiger Fachwerkbau mit Backsteinausfachung, unter Satteldach in Ziegeldeckung. Insgesamt vier Gefache lang. Errichtet um 1800. | 37121054 | BW             |
| Zöllnerstraße 21 52° 37′ 29″ N, 10° 5′ 5″ O                       | Hinterhaus                                          | Zweigeschossiger Fachwerkbau mit Backsteinausfachung, unter Satteldach in Ziegeldeckung. Errichtet um 1800. | 37121039 | BW             |
| Zöllnerstraße 22 52° 37′ 29″ N, 10° 5′ 5″ O                       | Wohnhaus                                            | Giebelständiger zweigeschossiger Fachwerkbau mit Backsteinausfachung, unter ziegelgedecktem Satteldach. Fachwerk vierachsig, reich verziert, straßenseitig dreifach vorkragend. Fußhölzer mit Beschlag- und Rankwerk, westlicher Eckpfosten mit eingeschnittenen Säulchen, Schwelle mit Inschrift und Perlstab, Zahnschnitt, Konsolenfries. Errichtet 1612 (i). | 34373625 |                |
| Zöllnerstraße 22 52° 37′ 29″ N, 10° 5′ 5″ O                       | Seitenflügel                                        | Zweigeschossiger Fachwerkbau mit Backsteinausfachung, unter ziegelgedecktem Satteldach. OG weit auskragend über gekehlten Knaggen. Schwelle durchgängig mit Inschrift (Psalm). Errichtet 1612 (i). | 36271208 | BW             |
| Zöllnerstraße 23 52° 37′ 29″ N, 10° 5′ 6″ O                       | Wohnhaus                                            | Giebelständiger Fachwerkbau mit Backsteinausfachung, unter ziegelgedecktem Satteldach. Gleichmäßiges Fachwerk mit Fußstreben. Errichtet 1965 (i) anstelle eines älteren Vorgängerbaus. | 34373656 |                |
| Zöllnerstraße 24 52° 37′ 29″ N, 10° 5′ 6″ O                       | Wohn haus                                           | Zweigeschossiger Fachwerkbau in Ecklage, giebelständig zur Zöllnerstraße, traufständig zur Straße Am heiligen Kreuz. Unter ziegelgedecktem Mansarddach. Giebelfachwerk einfach, in Doppelständerkonstruktion, zweifach vorkragend. Traufseitig zweigeschossiger Erker mit Zwerchhaus, dreifach vorkragend auf kräftigen Knaggen; hier Schwelle mit Perlstab, Füllhölzer in Beschlagwerkornamentik. Zweites etwas schlichteres Zwerchhaus südlich davon, mit Kranbalken. Errichtet um 1670, Giebelseite an der Zöllnerstraße sowie das Dach im 18. Jh. erneuert. | 34373685 | Weitere Bilder |
| Zöllnerstraße 25 52° 37′ 28″ N, 10° 5′ 6″ O                       | Wohnhaus                                            | Giebelständiger dreigeschossiger mächtiger Fachwerkbau mit Backsteinausfachung, unter ziegelgedecktem Satteldach. Straßenseitig sieben Gefache breit, mit fünf Vorkragungen über Deckenbalken mit viertelrunden und profilierten Füllhölzern und Schwellenunterkante mit Perlstab, Knaggen mit Karniesprofil. Symmetrisches Fachwerkgerüst mit einseitigen Fußstreben, im Giebel zwei Ladeluken mit geschwungenen Sturzriegeln; Giebelknauf. Im EG mittiger Eingang, flachbogig mit barocker Rahmung, auf dem Sturz zwei schwebende Engel, drei Oberlichtöffnungen. Errichtet 1631 (i). | 34373712 |                |
| Zöllnerstraße 25 52° 37′ 28″ N, 10° 5′ 6″ O                       | Seitenflügel                                        | Langgestreckter, zweigeschossiger Fachwerkbau, 15 Gefache lang, acht Gefache breit, mit Backsteinausfachung; unter Satteldach in Ziegeldeckung. OG beidseitig vorkragend über Knaggen mit Karniesprofil und gerundeten Füllhölzern, im Südgiebel zwei weitere Vorkragungen, Schwellenunterkante mit Fase. Fachwerk mit Fußstreben. Traufseite mit hohem zweieinhalb-geschossigem Zwerchhaus. Errichtet 1638 (i), an Schwelle der Traufseite vier Inschriften. Im Inneren Gewölbekeller erhalten. | 35772940 | BW             |
| Zöllnerstraße 26 52° 37′ 28″ N, 10° 5′ 6″ O                       | Wohnhaus                                            | Traufständiger zweigeschossiger Fachwerkbau mit Backsteinausfachung, unter Satteldach in Ziegeldeckung. Mit mittigem Zwerchhaus straßenseitig. Fachwerk sieben Gefache breit, gleichmäßige Konstruktion mit Fußwinkelhölzern, drei Vorkragungen, Schwellenunterkante mit Rundstab, viertelrunde Füllhölzer, Knaggen mit Karniesprofil. Errichtet 1651 (i). | 34373741 |                |
| Zöllnerstraße 26 52° 37′ 28″ N, 10° 5′ 6″ O                       | Seitenflügel                                        | Zweigeschossiger Fachwerkbau mit Backsteinausfachung, unter ziegelgedecktem Pultdach. Vier Gefache lang, Fachwerk mit Fußstreben. Errichtet im 18. Jh. | 36162296 | BW             |
| Zöllnerstraße 26 52° 37′ 28″ N, 10° 5′ 6″ O                       | Seitenflügel                                        | Zweigeschossiger Fachwerkbau mit Backsteinausfachung, unter Satteldach in Ziegeldeckung. Fachwerk drei Gefache lang, Traufe mit Wandständern, halbhohe Streben. Errichtet im 18. Jh. | 36162328 | BW             |
| Zöllnerstraße 27 52° 37′ 28″ N, 10° 5′ 5″ O                       | Wohnhaus                                            | Giebelständiger dreigeschossiger Fachwerkbau mit Backsteinausfachung, unter Satteldach in Ziegeldeckung. Fachwerk zehn Gefache breit, straßenseitig mit fünf Vorkragungen, im Giebel mit zwei übereinander liegenden Ladeluken mit geschwungenen Sturzbögen und Kranausleger. Profilierte Füllhölzer mit Zahnschnittleiste, Schuppenornament, Abfasung der Schwelle mit einer Art Rautenmuster, Konstruktion mit Fußwinkelhölzern. Errichtet um 1640. Im Inneren Gewölbekeller, historische Grundrissstruktur in den OG sowie einzelne Ausstattungselemente erhalten. | 34373770 |                |
| Zöllnerstraße 27 52° 37′ 28″ N, 10° 5′ 5″ O                       | Seitenflügel                                        | Schmaler, dreigeschossiger, nur drei Fach breiter Fachwerkbau mit Backsteinausfachung, unter Satteldach in Ziegeldeckung. Fachwerk mit kräftigen Hölzern für Ständer und Schwelle, Vorkragungen mit viertelrunden Füllhölzern, Fußwinkelhölzer. Vermutlich zeitgleich mit Vorderhaus und zweitem Seitenflügel errichtet. | 35773044 | BW             |
| Zöllnerstraße 27 52° 37′ 27″ N, 10° 5′ 5″ O                       | Seitenflügel                                        | Zweigeschossiger Fachwerkbau mit Backsteinausfachungen, unter Satteldach in Ziegeldeckung. Fachwerk mit deutlicher Vorkragung des OG, oberhalb der Schwelle Fußwinkelhölzer, Schwelle mit Beschlagwerk. Errichtet 1640 (i). | 36162368 | BW             |
| Zöllnerstraße 29 52° 37′ 28″ N, 10° 5′ 4″ O                       | Wohnhaus                                            | Traufständiger zweigeschossiger Fachwerkbau mit Backsteinausfachung, unter ziegelgedecktem Mansarddach. Straßenseitig über den zwei mittleren Fensterachsen ein Zwerchhaus mit Dreiecksgiebel, seitlich je eine flachbogige Gaube. Fachwerk mit Doppelständern, keine Streben, sechs Fensterachsen, Fachwerk monochrom überfasst. Seitliche Durchfahrt. Errichtet um 1750. Im Inneren umfangreiche barocke Ausstattung (Treppenanlage, Türen, Fenster, Ofennischen) erhalten. | 34373824 |                |
| Zöllnerstraße 29 52° 37′ 27″ N, 10° 5′ 4″ O                       | Seitenflügel                                        | Zweigeschossiger Fachwerkbau mit Backsteinausfachungen, unter Satteldach in Ziegeldeckung. Mit kleinem Zwerchhaus hofseitig. Fachwerk ohne Vorkragung, mit Doppelständern, keine Streben. Errichtet vermutlich zeitgleich mit dem Vorderhaus. Im Inneren Gewölbekeller mit Außenzugang sowie zeitgenössische Fenster und weitere barocke Ausstattung (Ofennische, Türen) erhalten. | 35773144 | BW             |
| Zöllnerstraße 29 52° 37′ 27″ N, 10° 5′ 5″ O                       | Hinterhaus                                          | Zweigeschossiger Fachwerkbau mit Backsteinausfachungen, unter Satteldach in Ziegeldeckung. Fachwerk mit Streben, Hoffassade mit kräftiger Vorkragung, zweitverwendete Schwelle mit Inschrift; seitlich eine Durchfahrt. Errichtet in zweiter Hälfte 18. Jh. Barocke Ausstattung erhalten. | 35773183 | BW             |
| Zöllnerstraße 29 52° 37′ 27″ N, 10° 5′ 5″ O                       | Stall                                               | Eingeschossiger Fachwerkbau mit Backsteinausfachung, unter weit auskragendem halbem Mansarddach in Ziegeldeckung. Errichtet Ende 18. Jh. Gewölbekeller erhalten. | 35773227 | BW             |
| Zöllnerstraße 30 52° 37′ 28″ N, 10° 5′ 4″ O                       | Wohnhaus                                            | Giebelständiger zweigeschossiger Fachwerkbau mit Backsteinausfachung, unter ziegelgedecktem Satteldach. Fachwerk straßenseitig sechs Gefache breit, mit drei Vorkragungen, davon die oberste mit Knaggen. Schmuck durch Fächerrosetten auf Ständern und Fußwinkelhölzern. Im Rückgiebel auffallend breite Gefache. Errichtet 1575 (i). Gewölbekeller erhalten. | 34373850 |                |
| Zöllnerstraße 30 52° 37′ 27″ N, 10° 5′ 4″ O                       | Seitenflügel                                        | Dreigeschossiger Fachwerkbau mit Backsteinausfachung, unter Satteldach in Ziegeldeckung. Fachwerk hofseitig mit zwei Vorkragungen, jeweils mit gerundeten Füllhölzern und Fußwinkelhölzern. untere Vorkragung auf Knaggen (Diamantquader). Errichtet in zweiter Hälfte 17. Jh., Dach und Teile des OG 1896 nach Brand wiederaufgebaut. | 35773262 | BW             |
| Zöllnerstraße 30 52° 37′ 27″ N, 10° 5′ 4″ O                       | Hinterhaus                                          | Zweigeschossiger Fachwerkbau mit Backsteinausfachung, unter ziegelgedecktem Satteldach. Schlichtes Fachwerk mit Streben, keine Vorkragungen. Im Kern wohl um 1700, OG und Dach nach Brand 1896 neu aufgebaut. | 35773289 | BW             |
| Zöllnerstraße 32 52° 37′ 28″ N, 10° 5′ 2″ O                       | Wohn-/ Geschäftshaus                                | Giebelständiger dreigeschossiger Putzbau, unter ziegelgedecktem Satteldach. Mit zweigeschossigem Fachwerkerker mit Pultdach im Osten der Straßenfassade; hier Inschrift. EG mit Klinkerverkleidung. Erbaut 1936 (i). | 34373900 |                |
| Zöllnerstraße 32 52° 37′ 27″ N, 10° 5′ 2″ O                       | Seitenflügel                                        | Zweigeschossiger Fachwerkbau mit Backsteinausfachung, unter Satteldach in Ziegeldeckung. Fachwerk mit weiter Vorkragung des OG über Karniesknaggen, Verzierung der Schwellenunterkante mit einer Wellenlinie, Füllhölzer mit Blattwerk. Errichtet 1614 (i). | 36907481 | BW             |
| Zöllnerstraße 33 52° 37′ 28″ N, 10° 5′ 2″ O                       | Wohn-/ Geschäftshaus                                | Dreigeschossiger Putzbau in Ecklage, unter ziegelgedecktem Walmdach. Erbaut 1892 nach Zerstörung des Vorgängerbaus durch Brand. Bauzeitliches Treppenhaus und teilweise Innentüren erhalten. | 34373925 |                |
| Zöllnerstraße 34 52° 37′ 27″ N, 10° 5′ 1″ O                       | Wohnhaus                                            | Zweigeschossiger Fachwerkbau mit Backsteinausfachung, dabei teilweise in Ziersteinsetzungen; unter ziegelgedecktem Satteldach. In Ecklage, dabei zur Zöllnerstraße giebelständig, zur Piltzergasse traufständig ausgerichtet. Mit großem dreigeschossigem Zwerchhaus traufseitig, hierin Luke mit geschwungenem Sturzriegel (Gardinenbogen). In Giebelseite Erker mit eigenem Giebel. Fachwerk mit Fußwinkelhölzern, Geschosse deutlich vorkragend, dabei einheitliche Ausformung der Vorkragungen über Knaggen und mit Schuppenornament an der Schwellenunterkante. Errichtet um 1630. Im Inneren Gewölbekeller und im OG alte Grundrissstruktur erhalten. | 34373950 |                |
| Zöllnerstraße 35 52° 37′ 27″ N, 10° 5′ 0″ O                       | Wohnhaus                                            | Giebelständiger zweigeschossiger Fachwerkbau mit Backsteinausfachung, unter Satteldach in Ziegeldeckung. Fachwerk vier Gefache breit, gleichmäßiges Fachwerkgerüst mit drei Vorkragungen mit aufwändigen Schmuckformen (Beschlagwerk, Eierstab, Zahnschnitt), dabei die Schwellenunterkanten geschossweise unterschiedlich gestaltet (gedrehtes Band, Zahnschnitt und Stabwerk), Knaggen mit Schuppenornament. Errichtet 1603 (i). | 34373979 |                |
| Zöllnerstraße 36 52° 37′ 27″ N, 10° 5′ 0″ O                       | Wohnhaus                                            | Giebelständiger dreigeschossiger Fachwerkbau mit Backsteinausfachung, unter ziegelgedecktem Satteldach mit Giebelknauf. Fachwerk mit Fußstreben, straßenseitig vierfach vorkragend über Balkenköpfen mit profilierten Füllhölzern. Errichtet um 1680. | 34374005 |                |
| Zöllnerstraße 36 52° 37′ 27″ N, 10° 5′ 0″ O                       | Seitenflügel                                        | Zweigeschossiger Fachwerkbau mit Backsteinausfachung, unter Satteldach in Ziegeldeckung. Mit kräftiger Vorkragung über Balkenköpfen, Schwelle auf Balkenkopf aufgekämmt, dazwischen viertelrunde Füllhölzer. Errichtet vermutlich zeitgleich zum Vorderhaus. | 36907748 | BW             |
| Zöllnerstraße 37 52° 37′ 27″ N, 10° 5′ 0″ O                       | Wohnhaus                                            | Giebelständiger zweigeschossiger Fachwerkbau mit Backsteinausfachungen, unter ziegelgedecktem Satteldach. Fachwerk straßenseitig fünf Gefache breit, mit drei Vorkragungen, die oberste über Knaggen; erhaltene Reste der geschnitzten Rosetten, die sich über Ständer und Fußwinkelhölzer erstrecken, tw. ergänzt. Errichtet 1570 (i; Datierung nachträglich aufgemalt). Straßenseitig im Osten zweiachsiger Erker mit flach geneigtem Pultdach aus dem 17. Jh. Im Inneren alte Grundrissstruktur des OG weitgehend erhalten, auch niedrige Geschosshöhe, nach Süden teilweise barocke Fenster. | 34374030 |                |
| Zöllnerstraße 37 52° 37′ 27″ N, 10° 5′ 0″ O                       | Seitenflügel                                        | Zweigeschossiger Fachwerkbau mit Backsteinausfachung, unter ziegelgedecktem Satteldach. OG mit kräftigem Überstand, keine Schmuckformen. Errichtet im 18. Jh. | 35668137 | BW             |
| Zöllnerstraße 37 52° 37′ 27″ N, 10° 5′ 0″ O                       | Seitenflügel                                        | Zweigeschossiger Fachwerkbau mit Backsteinausfachung. Fachwerk mit breiten Gefachen und Fußstreben sowie kräftiger Vorkragung, Schwelle mit Inschrift, viertelrunde Füllhölzer. Errichtet 1650 (i). | 35668156 | BW             |
| Zöllnerstraße 37 52° 37′ 26″ N, 10° 5′ 0″ O                       | Hinterhaus                                          | Zweigeschossiger Fachwerkbau mit Backsteinausfachung, unter Satteldach in Ziegeldeckung. Fachwerk mit Streben, OGs um Brettstärke vorgezogen. Errichtet Anfang 19. Jh. | 35668184 | BW             |
| Zöllnerstraße 38 52° 37′ 27″ N, 10° 4′ 59″ O                      | Wohn-/ Geschäftshaus                                | Giebelständiger Putzbau unter Satteldach in Ziegeldeckung. Symmetrischer Fassadenaufbau mit barockisierendem Volutengiebel und mittigem reich verziertem Fachwerkerker mit Beschlagwerk. Erbaut 1898 (a) nach Abriss des Vorgängerbaus. Im Inneren Gewölbekeller des Vorgängerbaus erhalten. | 34374060 |                |
| Zöllnerstraße 38 52° 37′ 27″ N, 10° 5′ 0″ O                       | Seitenflügel                                        | Schlichter zweigeschossiger Backsteinbau unter Flachdach. Zeitgleich mit Vorderhaus entstanden. | 36907800 | BW             |
| Zöllnerstraße 38 52° 37′ 26″ N, 10° 5′ 0″ O                       | Hinterhaus                                          | Dreigeschossiger Backsteinbau unter Satteldach in Ziegeldeckung. Erbaut 1898, Eisensprossenfenster weitgehend erhalten. | 36907818 | BW             |
| Zöllnerstraße 39 52° 37′ 27″ N, 10° 4′ 59″ O                      | Wohnhaus                                            | Giebelständiger zweigeschossiger Fachwerkbau mit Backsteinausfachung, unter Satteldach in Ziegeldeckung. Regelmäßiges Fachwerkgerüst mit Fußwinkelhölzern, straßenseitig vierfach vorkragend über Balkenköpfen, insgesamt sieben Gefache breit. Sparsame Verzierung der Schwellenunterkante (Stäbe) und Füllhölzer (Schuppenornament). Mit erhaltener Ladeluke und Giebelknauf. Errichtet um 1650. Im Inneren Gewölbekeller erhalten sowie einzelne Fenster mit Drehstangenverschluss und alte Grundrissstruktur in den OG. | 34374086 | Weitere Bilder |
| Zöllnerstraße 40 52° 37′ 27″ N, 10° 4′ 58″ O                      | Wohnhaus                                            | Giebelständiger zweigeschossiger Fachwerkbau mit Backsteinausfachung, unter ziegelgedecktem Satteldach. Fachwerk mit kräftigen Ständern und Fußstreben, straßenseitig vier Gefache breit, dreimal vorkragend über mehrfach profilierten Füllhölzern; Verzierung der Schwellenunterkante mit Perlstab und Zahnschnitt. Errichtet um 1630. | 34374112 |                |
| Zöllnerstraße 40 52° 37′ 27″ N, 10° 4′ 58″ O                      | Hinterhaus                                          | Zweigeschossiger Fachwerkbau mit Backsteinausfachung unter Satteldach. Errichtet in zweiter Hälfte 19. Jh. | 35667821 | BW             |
| Zöllnerstraße 41 52° 37′ 27″ N, 10° 4′ 58″ O                      | Apotheke                                            | Giebelständiger zweigeschossiger Fachwerkbau mit Backsteinausfachung, unter Satteldach in Ziegeldeckung. Unregelmäßiges Fachwerkgerüst mit Doppelständern und einseitigen Fußstreben, straßenseitig vier Vorkragungen. Giebelknauf. Errichtet als Celler Ratsapotheke in erster Hälfte 18. Jh. | 34374138 |                |
| Zöllnerstraße 41 52° 37′ 27″ N, 10° 4′ 58″ O                      | Seitenflügel                                        | Zweigeschossiger Fachwerkbau mit Backsteinausfachung, unter steilem Satteldach mit Ziegeldeckung. Obergeschossvorkragung über kräftigen Balkenköpfen. Errichtet 1721 (i). Gewölbekeller erhalten. | 35668010 | BW             |
| Zöllnerstraße 41 52° 37′ 26″ N, 10° 4′ 58″ O                      | Seitenflügel                                        | Zweigeschossiger Fachwerkbau mit Backsteinausfachung, unter ziegelgedecktem Satteldach. OG kräftig vorkragend über gerundeten Füllhölzern, Schwelle mit taubandartiger Verzierung; einzelne Knaggen und Fußwinkelhölzer erhalten, rechts der Auslucht Andreaskreuz über zwei Gefache. Errichtet Anfang 17. Jh. Jüngerer zweigeschossiger, risalitartiger Vorbau mit Zierfenster im Giebel; Fachwerk mit kräftigen Doppelstielen; errichtet wohl im 19. Jh. Gewölbekeller erhalten. | 35667940 | BW             |
| Zöllnerstraße 41 52° 37′ 26″ N, 10° 4′ 58″ O                      | Seitenflügel                                        | Zweigeschossiger Fachwerkbau mit Backsteinausfachung, unter Pultdach in Ziegeldeckung. Fachwerk ohne Vorkragungen. Errichtet in erster Hälfte 19. Jh. | 35667986 | BW             |
| Zöllnerstraße 41 52° 37′ 26″ N, 10° 4′ 58″ O                      | Stall                                               | Eingeschossiger Bau, teilweise massiv in Backstein, teilweise Fachwerk mit Backsteinausfachung, unter pfannengedecktem Satteldach. Errichtet in zweiter Hälfte 19. Jh. | 35667964 | BW             |
| Zöllnerstraße 42 52° 37′ 27″ N, 10° 4′ 57″ O                      | Wohnhaus                                            | Giebelständiger zweigeschossiger Fachwerkbau mit Backsteinausfachung, unter Satteldach in Ziegeldeckung. Fachwerk symmetrisch gegliedert mit einseitig aussteifenden Fußstreben, straßenseitig neun Gefache breit (westliche Achse mit Eingang später hinzugefügt) mit drei Vorkragungen. Errichtet in erster Hälfte 18. Jh. Zur westlichen Zwische ein breites Zwerchhaus. Gewölbekeller erhalten. | 34374172 |                |
| Zöllnerstraße 42 52° 37′ 26″ N, 10° 4′ 58″ O                      | Seitenflügel                                        | Zweigeschossiger Fachwerkbau mit Backsteinausfachung, unter Satteldach in Ziegeldeckung. OG vorkragend über gerundeten Füllhölzern. Zwerchhaus in westlicher Dachfläche, wohl ehemals mit Ladeluke. Errichtet 1723 (i), südlicher Teil 1728 (i). | 36907896 | BW             |
| Zöllnerstraße 43 52° 37′ 27″ N, 10° 4′ 57″ O                      | Wohnhaus                                            | Giebelständiger zweigeschossiger Fachwerkbau mit Backsteinausfachung, unter Satteldach in Ziegeldeckung. Fachwerk symmetrisch aufgebaut, sechs Gefache breit, mit Fußwinkelhölzern, straßenseitig dreimal vorkragend, Füllhölzer profiliert, Schwellenunterkante mit Schuppenornament und Perlstab verziert. Errichtet um 1640. Gewölbekeller erhalten. | 34374198 |                |
| Zöllnerstraße 43 52° 37′ 26″ N, 10° 4′ 57″ O                      | Seitenflügel                                        | Zweigeschossiger Fachwerkbau mit Backsteinausfachung, unter Satteldach in Ziegeldeckung. OG hofseitig geringfügig vorkragend über profilierten Balkenköpfen, teilweise mit viertelrunden Füllhölzern; Fachwerk mit Fußstreben. Errichtet um 1640 (unleserliche Datierung, ggf. 1639). Gewölbekeller erhalten. | 35668239 | BW             |
| Zöllnerstraße 44 52° 37′ 25″ N, 10° 5′ 2″ O                       | Geschäftshaus                                       | Giebelständiger Fachwerkbau mit Backsteinausfachung, unter ziegelgedecktem Satteldach. Fachwerk gleichmäßig mit Fußwinkelhölzern, straßenseitig mit vier Vorkragungen über Balkenköpfen und Füllhölzern mit Flachschnitzerei; die Unterkante der Schwellen geschmückt mit Perlstab und Schuppenornament. Wiederaufgebaute Fassade stammt aus der Zeit um 1650. Sie ist eine von drei Fassaden, die dem Kaufhausneubau von 1960 vorgeblendet wurden. | 34374224 | Weitere Bilder |
| Zöllnerstraße 44 52° 37′ 27″ N, 10° 4′ 56″ O                      | Geschäftshaus                                       | Traufständiger Fachwerkbau mit Backsteinausfachung, unter ziegelgedecktem Satteldach. Mit breitem Zwerchhaus straßenseitig. Fachwerk mit Fußwinkelhölzern, reich verziert, mit Beschlagwerk; zudem straßenseitig mit vier Vorkragungen über Balkenköpfen und Füllhölzern, Schwellenunterkante mit Perlstab und Zahnschnitt, Eckständer mit hermenartigen Pilastern. Wiederaufgebaute Fassade stammt von 1620 (i). Sie ist eine von drei Fassaden, die dem Kaufhausneubau von 1960 vorgeblendet wurden, dabei Fassade um eine Achse nach Westen verbreitert. | 37050184 | Weitere Bilder |
| Zöllnerstraße 44 52° 37′ 26″ N, 10° 4′ 55″ O                      | Geschäftshaus                                       | Dreigeschossiger Fachwerkbau mit Backsteinausfachung, giebelständig zur Zöllnerstraße, traufseitig zur Poststraße; unter ziegelgedecktem Satteldach. Fachwerk mit Fußwinkelhölzern, OG vorkragend über Balkenköpfen, dazwischen geschnitzte Füllhölzer. Die wieder aufgebauten Fassaden stammen von 1620 (i). Es handelt sich um eines von drei Fachwerkgerüsten, die dem Kaufhausneubau von 1960 vorgeblendet wurden. | 37050202 | BW             |